# Samouraï
Pour les articles homonymes, voir Samouraï (homonymie).
 (janvier 2015).
Si vous disposez d'ouvrages ou d'articles de référence ou si vous connaissez des sites web de qualité traitant du thème abordé ici, merci de compléter l'article en donnant les références utiles à sa vérifiabilité et en les liant à la section « Notes et références ».

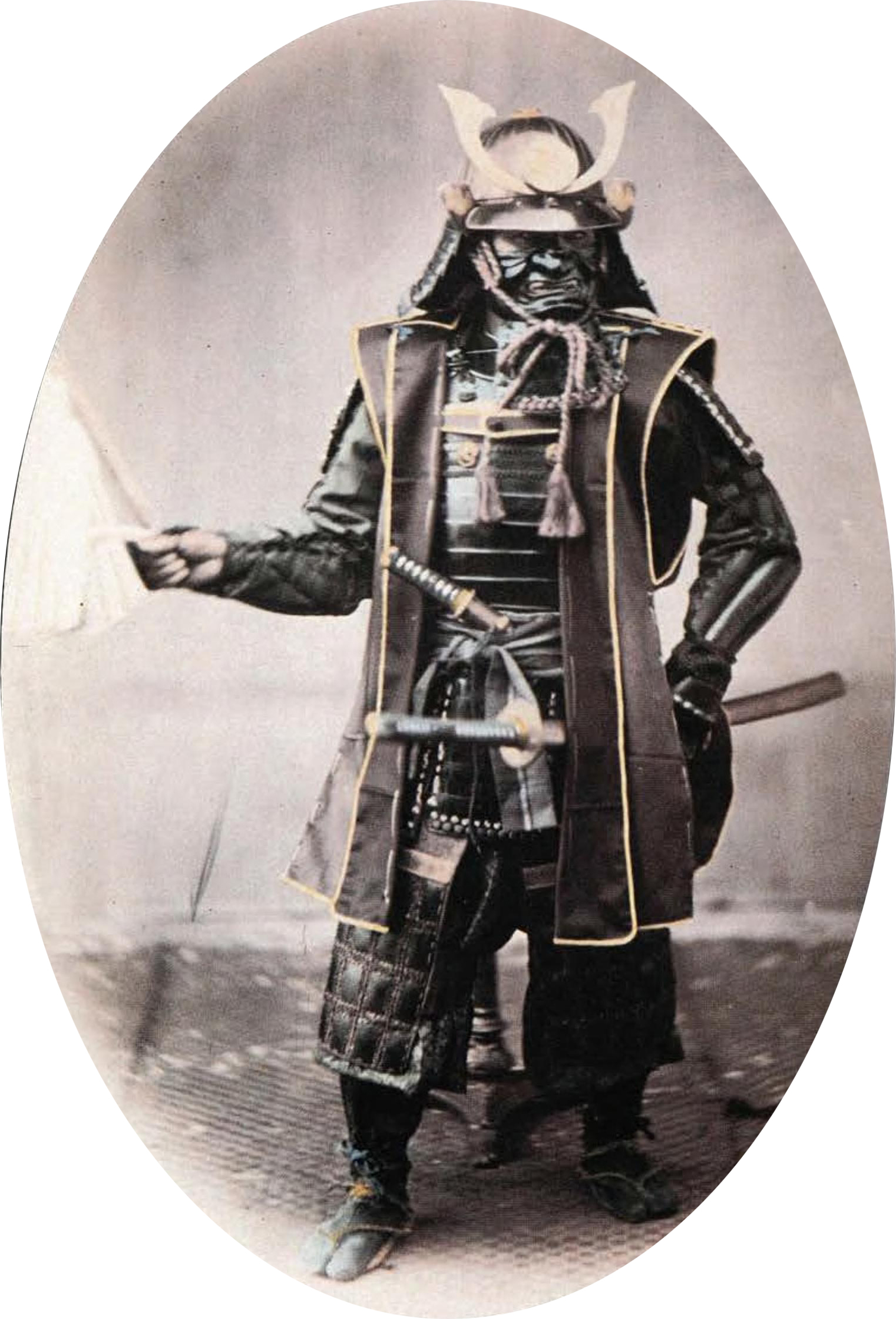
Samouraï en armure (1860).

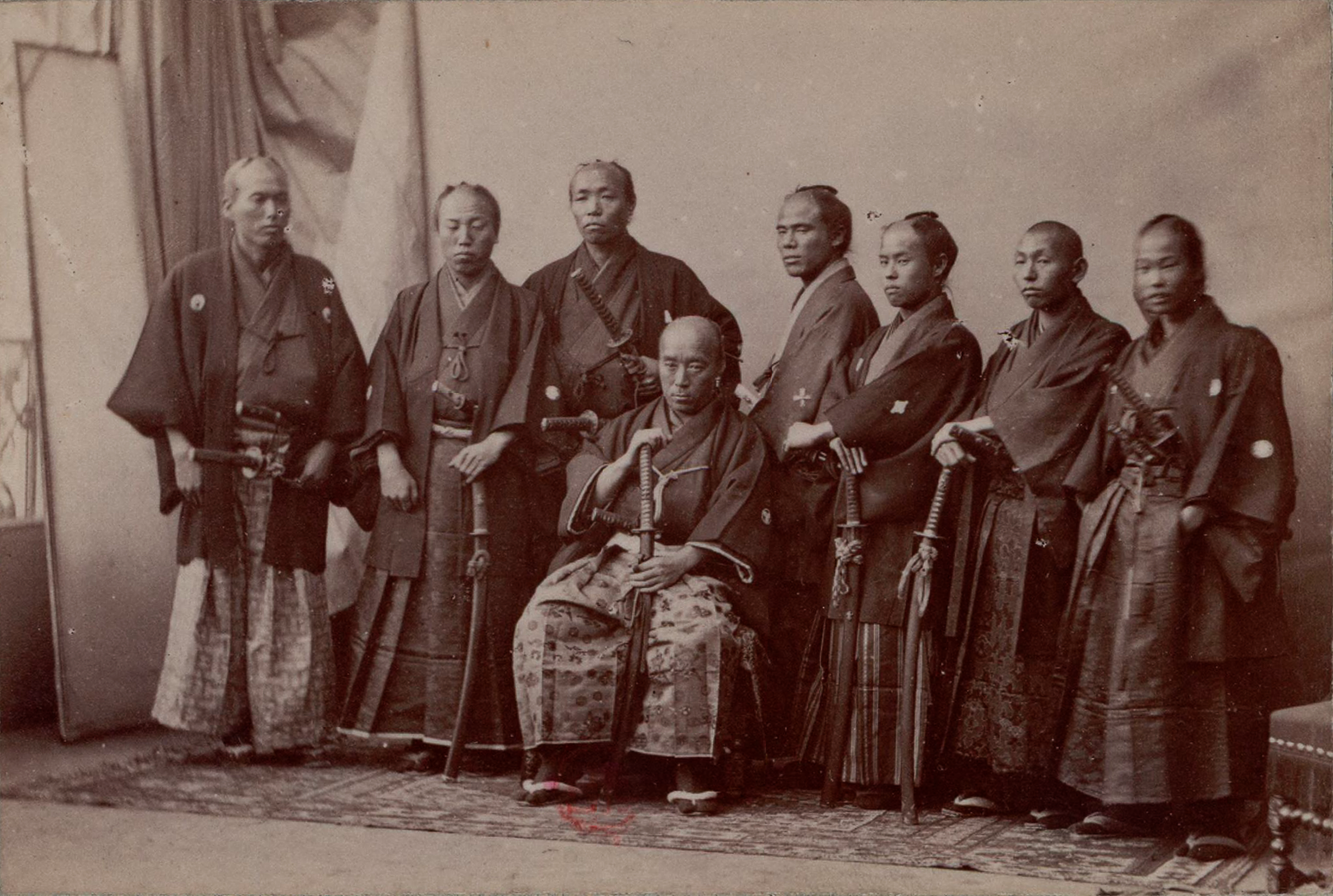
Des samouraïs, vers les années 1860.

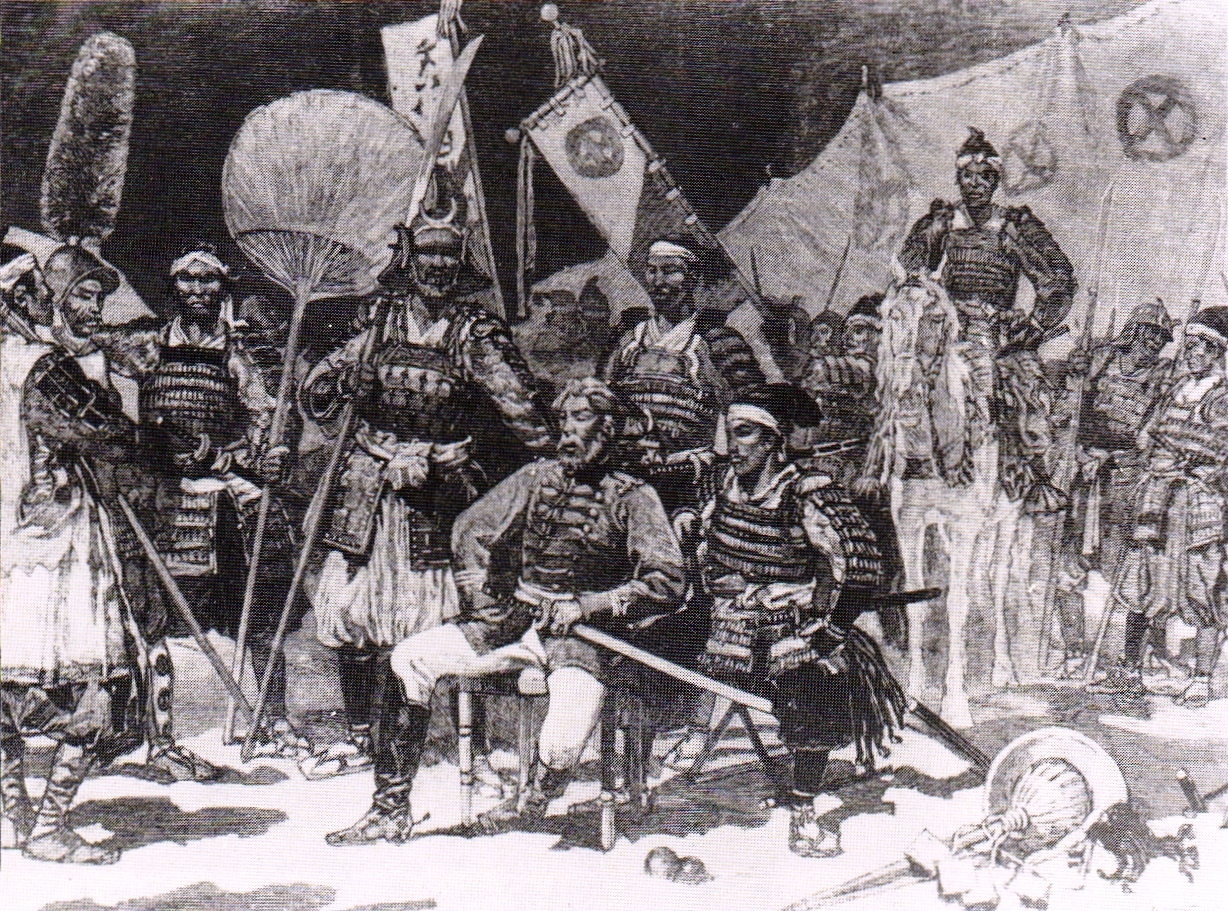
Saigō Takamori (assis en uniforme occidental) entouré de ses officiers, en tenue de samouraï, lors de la rébellion de Satsuma en 1877. Image tirée d'un article du Monde illustré (1877).

Le samouraï (侍, samurai) (à ne pas confondre avec le bushi (武士)) est un membre de la classe guerrière qui a dirigé le Japon féodal durant près de 700 ans, de la fin du 12e siècle à la fin des années 1870.

## Étymologie

Kanji pour « samouraï ».

### Enfrançais
Le terme français « samouraï » vient du verbe japonais 侍 saburau, « servir ».
L'appellation est largement utilisée dans son sens actuel depuis le début de la période Edo, vers 1600[Par qui ?].

### Enjaponais

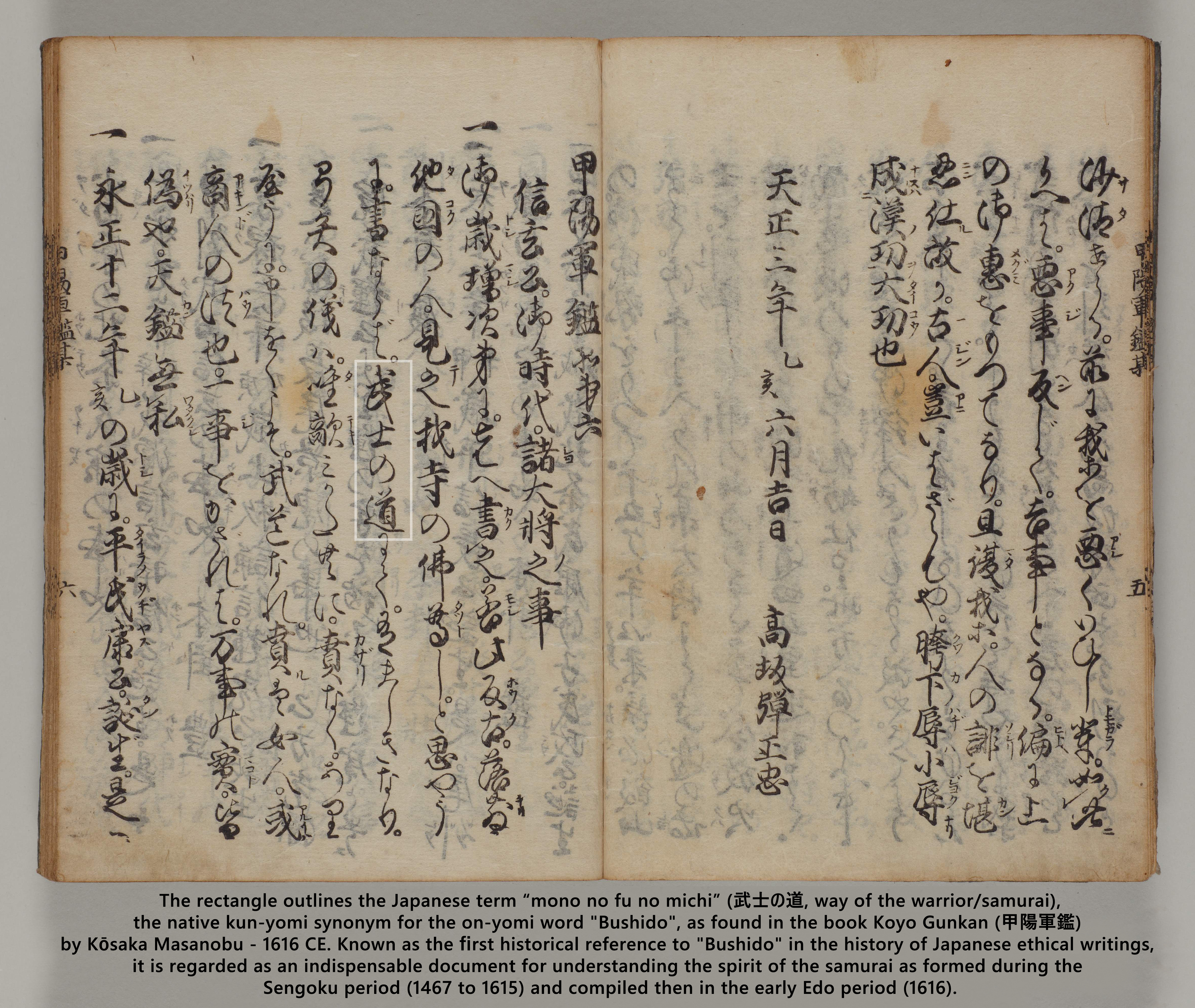
On voit ici encadré le mot japonais mono no fu no michi (武士の道, voie du guerrier), tel qu'il apparait dans le Koyo Gunkan (甲陽軍鑑) de Kōsaka Masanobu, compilé en 1616 de notre ère.

Avant l'époque Edo, on désignait plutôt les guerriers par les termes mono no fu, jusqu'au VIIIe siècle,
puis tsuwamono (強者)
ou bushi (武士), l'un et l'autre traduisibles par « homme d'armes ».
Les guerriers sont souvent décrits[Par qui ?] comme des « Ebisu », c’est-à-dire des barbares dans le Heike monogatari[pas clair]. À partir de la période Edo, les termes bushi et samouraï ne sont pas tout à fait synonymes, il existe une différence subtile (voir l'article Bushi).
Le terme buke (wikt:武家), qui désigne la noblesse militaire attachée au bakufu (gouvernement militaire),  s'oppose au mot kuge (wikt:公家), noblesse de cour attachée à l'empereur. Les buke sont apparus durant l'ère Kamakura (1185-1333).

## Histoire
La classe de guerriers professionnels du Japon, constituée d'archers montés sur des étalons, trouve son origine dans la volonté impériale de conquérir des terres des Aïnous à la fin de la période Nara.
Jusque-là, le Japon disposait d'une armée fondée sur la conscription, inspirée du modèle chinois. Les hommes âgés de vingt à trente ans étaient conscrits, répartis en autant de gunki (corps de mille soldats et officiers) qu'il y avait de provinces et attachés au service du kokushi (gouverneur de la province). Mais les conscrits sont considérés comme des soldats médiocres, à n'utiliser que en cas d'urgence. Ce système se révéla totalement inefficace pour lutter contre les Emishi, redoutables cavaliers dans le nord du Japon. La véritable force de l’armée réside dans les archers montés. Ce sont des guerriers professionnelles issus de familles aisées. Mais ils les fallaient des années de formation et pratique pour acquérir leurs compétences. L'empereur ne fournit pas cet entrainment, il préfére engager des hommes qui possédent déja ces compétences, et seul les familles aisées pouvaient offrir cette éducation à leurs fils.
L'empereur décide en 792 de le dissoudre pour mettre en place un nouveau système appelé kondeisei. Celui-ci avait l'avantage de réduire le poids du service militaire chez les paysans (sur qui reposait l'économie) puisqu'il était constitué de jeunes cavaliers archers issus de milieux plus aisés. Cette milice, formée de 3 964 hommes, commença à tomber en désuétude au Xe siècle, mais on ne peut affirmer qu'elle soit à l'origine des premiers samouraïs, apparus à cette époque.
Mitsuo Kure, dans son livre, cite plusieurs autres origines possibles pour les samouraïs :
- les kugutsu, des nomades qui parcouraient le Japon en vivant de spectacles de marionnettes et d'acrobaties, eux aussi réputés grands cavaliers archers. Il est toutefois impossible de dire s'ils utilisaient des grands arcs ;
- les contacts avec les Emishi, durant les combats contre eux, mais aussi au cours d'activités commerciales ou dans leur emploi comme mercenaires pour protéger Kyūshū de tentatives d'invasion coréennes ou chinoises, ont pu inspirer à la cour impériale de Kyōto l'idée de créer une cavalerie, jusqu'ici totalement absente de l'histoire militaire du Japon.
- les samouraïs seraient à l'origine des gardes du palais impérial au début du Xe siècle, si l'on se fonde sur les premiers documents mentionnant le mot samurai (ou plutôt saburai, « en service », qui se déforma plus tard en samurai). Si Mitsuo Kure rejette rapidement cette hypothèse, arguant que les meilleurs élevages de chevaux se trouvaient dans le Kantō et le Tōhoku et que les armures o-yoroi furent mises au point sur le champ de bataille et non dans la paix de la cour, cette hypothèse est en revanche la seule origine citée par Stephen Turnbull dans son Samurai Sourcebook, (p. 8).

Turnbull indique à leur sujet qu'ils passèrent rapidement du service impérial à celui des riches propriétaires terriens des provinces, qui devaient lutter contre les Emishi, les bandits et les propriétaires terriens rivaux. Il précise aussi que ces premiers clans de samouraïs étaient d'origine modeste, mais se plaçaient sous l'égide de descendants de lignées impériales mineures, partis chercher fortune dans les contrées sauvages. Les deux plus puissants clans de samouraïs de la fin de l'ère Heian, les clans Taira et Minamoto, découlent de cette tradition, descendant respectivement des empereurs Kammu et Seiwa.

Shin'ichi Saeki, dans son livre Samouraïs (2017) explique que : 

« Les guerriers étaient à l’origine de petits notables qui exerçaient des charges publiques et contribuaient au défrichement en rassemblant de la main d’œuvre. Ils avaient pour occupation principale l'engrangement des redevances […], l’organisation de leur transport vers la capitale, l'entretiens des routes et des bâtiments publics, encadrement des forces de police, organisation/surveillance des cultes et fêtes religieuses. [Mais ils] étaient aussi des chefs d’exploitation agricole […] dont la mise en valeur des terres leur permettaient d’obtenir des exemptions de paiement des redevances. Ce prestige acquis lui permettait d’imposer son autorité sur les paysans mais aussi sur d’autres petits notables […]. Ceux qui réussirent le mieux finirent par se bâtir des […] manoirs au centre de leurs terres avec toutes les activités afférentes à un domaine agricole y compris centres artisanaux et marchés. Puis les membres de la famille ou des proches (bunke) construisent aussi leur manoir en reconnaissant la suprématie de la branche principale en charge de rendre les cultes aux anciens du clan. »

### Ère Heian
« Devant l’effacement de l’état impérial et la montée de l’insécurité […], la militarisation de ces notables devient la norme […] ils commencèrent à regrouper des hommes d'armes entrainés [tsuwamono], en créant des bandes de guerriers [bushidan] dans le cadre des relations familiales. […] La guerre privée devint alors le meilleur moyen de régler un différend avec son voisin. […]. On assista alors, au cours des XIe et XIIe siècles à la montée puis à l'hégémonie […] d'une couche sociale de spécialistes de la guerre, désigné sous le nom de Bushi (guerriers) ou samouraïs. […] caractérisaient par des liens d'hommes à hommes, notamment de relations de vassalité, et, imposaient un système de privilèges hiérarchisés sur la terre. […]. Une féodalité dans la rizière en quelque sorte. À la fin du XIIe siècle, ces guerriers se regroupèrent dans deux organisations vassaliques majeures : les Taira et les Minamoto. »

— Shin'ichi Saeki et Pierre-François Souyri, Samouraïs, 2017.

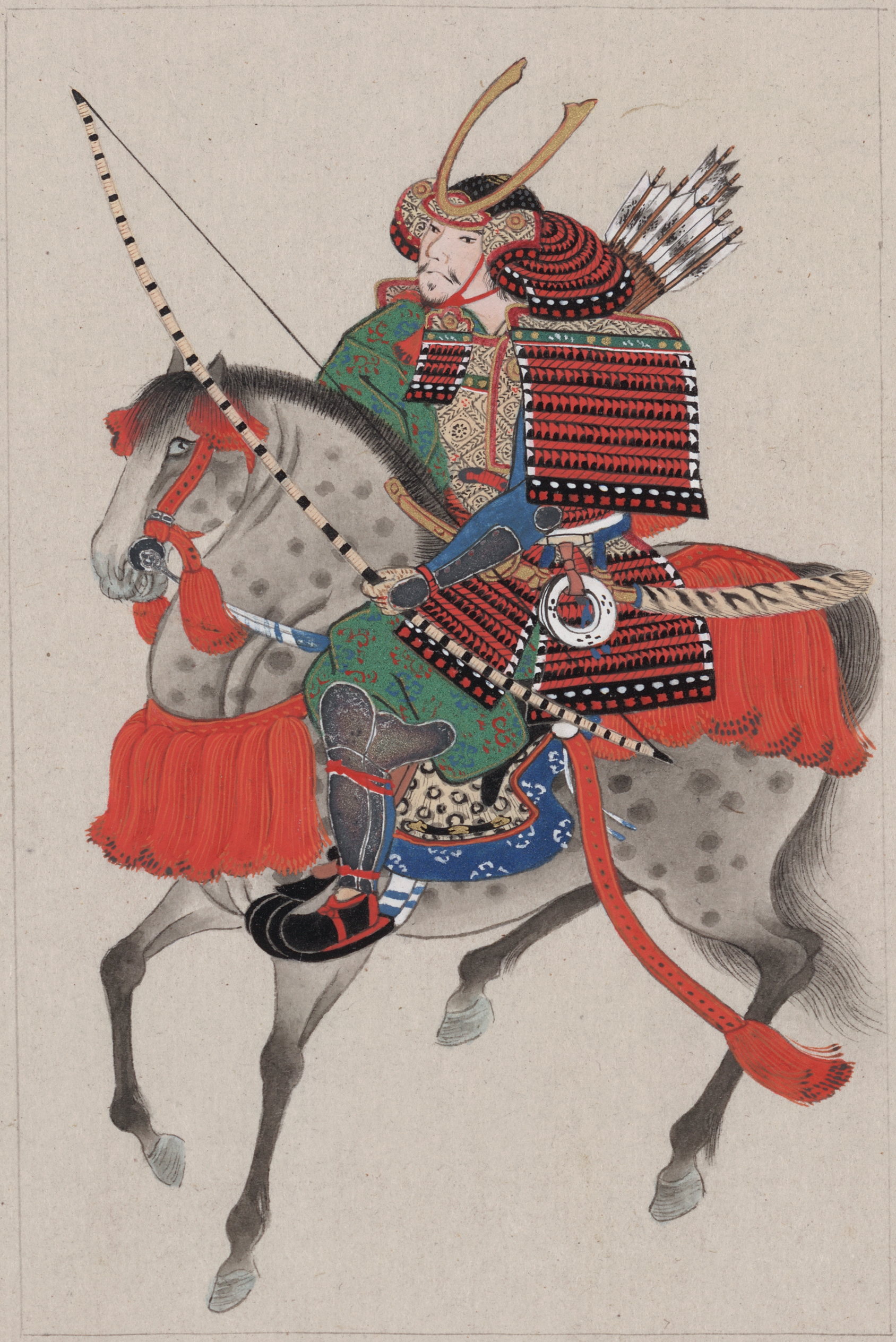
Samouraï à cheval, portant une armure ō-yoroi, tenant un arc (yumi) avec des flèches dans un carquois (yebira).

Si l'ère Heian est pour la cour impériale une période de paix et de prospérité, les provinces, en revanche, étaient secouées de révoltes paysannes dues aux lourds impôts, réprimées par les kokushi (gouverneurs de provinces nommés par le gouvernement impérial). Les petits fermiers se placèrent sous la protection de puissantes familles de propriétaires terriens, qui de ce fait s'enrichirent et furent bientôt en mesure de recruter des armées privées, constituées de guerriers professionnels, mais aussi de simples civils (paysans, artisans, citadins).
Ces armées conféraient une certaine puissance et une indépendance grandissante à ces propriétaires terriens, riches, mais dénigrés par l'aristocratie de Kyōto, et leur permettaient de défendre leurs terres contre les menaces diverses, mais aussi de s'étendre aux dépens de leurs voisins. De plus, certains tentaient de se dégager de la tutelle du gouvernement central, ce qui provoqua des révoltes auxquelles prirent part certains des premiers gouvernements samouraïs.

#### Premières rébellions
En 935, Taira no Masakado, gouverneur de la province de Shimosa, tua son oncle Kunika et rallia à lui de nombreux guerriers, gagnant ainsi le contrôle de la quasi-totalité du Kantō et s'autoproclama empereur en 939. La même année, sur les côtes de la mer intérieure, Fujiwara no Sumitomo rassembla des wakō (pirates) et se révolta également.
Le gouvernement n'eut pas de mal à réprimer ces premières révoltes samouraïs, se contentant d'engager d'autres clans pour lutter contre les premiers, lors de ce qui fut désigné comme rébellion de Jōhei Tengyō.
En 1028, Taira no Tadatsune se révolta également et prit le contrôle du Kantō. La cour tarda alors à réagir, selon Louis Frédéric (Le Japon, dictionnaire et civilisation, [p. 1073]), « les forces impériales [étaient] trop faibles pour intervenir efficacement contre lui ». Au bout de quatre mois, cependant, la cour envoya contre lui Taira no Naokata, qui fut vaincu. En 1031, Minamoto no Yorinobu se joignit aux forces de pacification impériale, obligea Tadatsune à se rendre, et prit le contrôle du Kantō.
Par la suite, les familles de samouraïs les plus influentes, notamment les Taira et les Minamoto, furent appelées à la cour pour assurer la sécurité de l'empereur et de l'aristocratie, avec qui elles tissèrent peu à peu des liens, bien que gardant un statut très inférieur. Les jōkō, notamment, s'entouraient de gardes du corps samouraïs à demeure dans leur palais, les hokumen no bushi (« samouraïs du côté nord »).

#### Guerres dans le nord de Honshū
Dans les provinces du Tōhoku, la partie nord de l'île de Honshū, plus récemment colonisée et loin de la capitale, des seigneurs tentaient d'échapper à l'influence de la cour. En 1051, Abe no Yoritoki se souleva et la province de Mutsu fut secouée par les affrontements de la guerre de Zenkunen, qui dura en réalité jusqu'en 1062, le général des forces impériales, Minamoto no Yoriyoshi (fils de Yorinobu) ayant fait appel au clan Kiyohara de la province de Dewa. La cour attribua les biens du clan Abe à ces derniers, et, lorsqu'en 1083, Minamoto no Yoshiie, fils de Yoriyoshi, fut nommé juge dans une querelle interne des Kiyohara, il en profita pour les anéantir au cours de la guerre de Gosannen. Estimant qu'il avait agi pour des raisons personnelles, la cour refusa de lui attribuer une récompense et il dut prélever des parcelles sur son propre domaine pour payer ses hommes. Selon Mitsuo Kure (Samouraïs, p. 14), cet acte le rendit très populaire et de nombreuses familles de samouraïs se mirent à son service.

#### Intrigues à la cour
Ces premières rébellions samouraïs, actions isolées et menées loin de la cour, eurent finalement peu d'impact dans l'arrivée au pouvoir à la fin du XIIe siècle. En revanche, les clans de samouraïs présents à la cour tirèrent parti de la lutte de pouvoir entre l'empereur Go-Shirakawa et l'empereur retiré Sutoku en 1156. À l'issue de la rébellion de Hōgen, l'influence des régents Fujiwara diminua considérablement et les clans Taira et Minamoto parvinrent à gagner des positions importantes à la cour.
En 1159, lorsque Minamoto no Yoshitomo et Fujiwara no Nobuyori tentèrent un coup d'État connu sous le nom de rébellion de Heiji, Taira no Kiyomori écrasa les Minamoto, massacrant une bonne partie du clan et entama une ascension qui l'amena en 1167 au poste de dajō-daijin, premier ministre.
Cependant, en 1180 éclata la guerre de Genpei, une guerre de succession au trône impérial, les Minamoto reconstitués soutenant un candidat différent de celui des Taira. Au terme de cinq ans de guerre, les Taira furent finalement éliminés et Minamoto no Yoritomo mit en place le premier bakufu, avant d'être nommé shogun en 1192. Pour la première fois, le Japon était dirigé par des samouraïs, et le resta jusqu'en 1868.

#### Réincarnation en crabes
En 1185, les clans Taira et Minamoto s'affrontent dans la baie de Dan-no-ura. Lors de cette bataille décisive, le jeune empereur Antoku, âgé de six ans, sentant la défaite finale, plonge dans les eaux avec sa grand-mère pour se donner la mort plutôt que de subir le déshonneur d'une capture. Plusieurs samouraïs imitent son geste. La légende prétend que les guerriers Taira se sont réincarnés en crabes, d'où cet ornement qu'on retrouve quelquefois sur des casques de samouraïs. Encore aujourd'hui, les pêcheurs qui attrapent des crabes dont la carapace évoque un visage les rejettent à l'eau. Il s'agit en fait d'une espèce endémique : le heikegani, dont l’aspect proviendrait d’une sélection artificielle par cette coutume.[réf. souhaitée]

### Avènement des Tokugawa

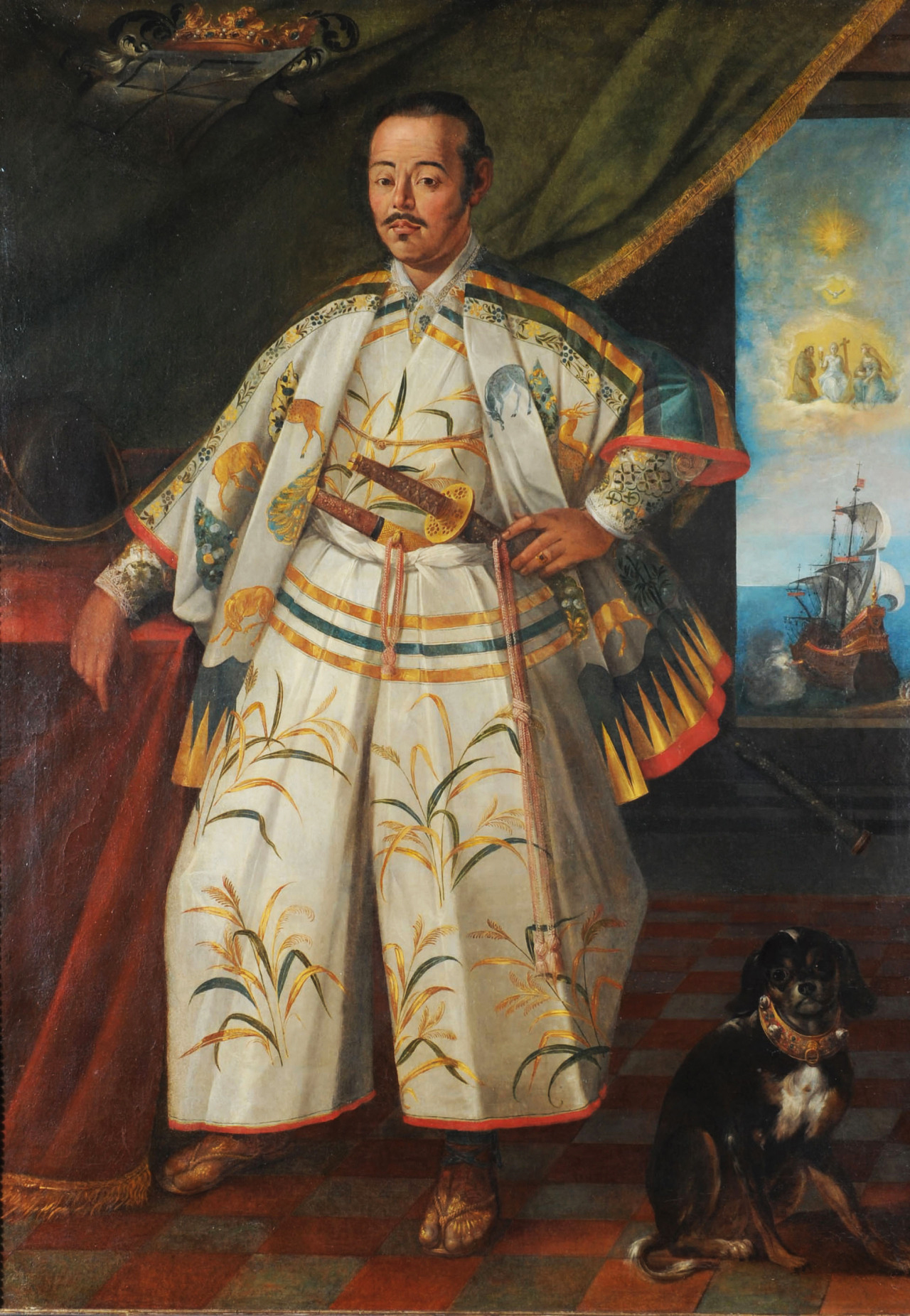
Le samouraï Hasekura Tsunenaga à Rome en 1615.
Collection Borghese, Rome.

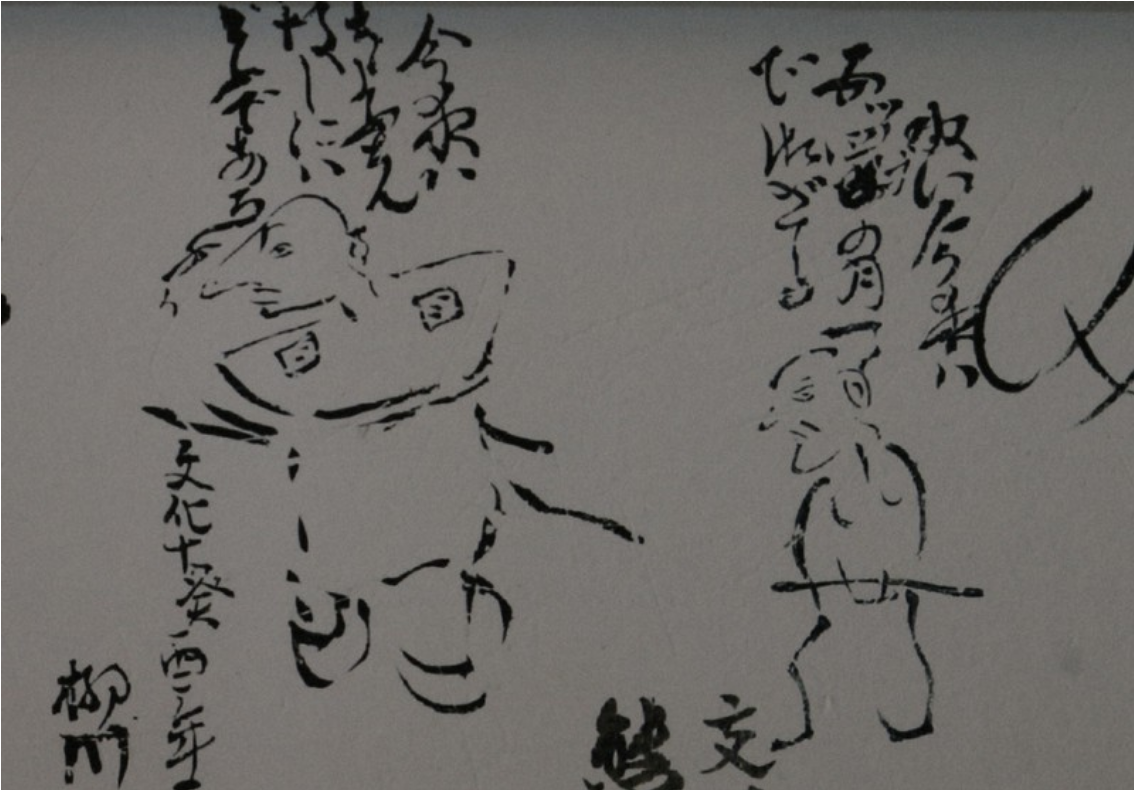
Graffiti, dessins de samouraïs et haïku, mur du temple Iida-san Jorakuji (Mashiki, préfecture de Kumamoto); première moitié du 19e s.

Après leur victoire, les Minamoto « fondèrent en 1185 un nouveau régime politique à Kamakura dans les provinces orientales […]. Le chef de ce régime, le Shôgun, fut reconnu par l’empereur comme seul responsable de l’ordre militaire et policier. […] Le Shogunat se déplaça à Kyoto vers 1336 et s'installa en 1378 définitivement dans le quartier de Muromachi […]. Cette structure bicéphale qui réunit l'est et l'ouest du Japon correspond à une alliance entre la noblesse de la cour de Kyoto, les grands monastères bouddhistes et les grands vassaux guerriers du shôgun […]. Cette alliance fonctionna […] avant son délitement avec les guerres seigneuriales d’Ônin (1467-1477) et laissant place à une franche anarchie politique ».
Avec la pacification de la période Edo, la fonction combattante des guerriers diminue et ceux-ci deviennent des fonctionnaires. Ils conservent un aspect guerrier pour les cérémonies, et commencent à s'intéresser aux arts (surtout l'écriture). Néanmoins, probablement pour se redonner de la valeur, ils codifient des règles très strictes sous le nom de bushido (« voie du guerrier », mise en place dès le XVIe siècle), tel le suicide rituel du seppuku — aussi connu sous le nom de « hara-kiri » (littéralement « ouvrir le ventre ») — qui devra être interdit à certaines périodes par le shogun (seigneur militaire du Japon).
En effet, pour sauvegarder son honneur, un samouraï devait se faire seppuku s'il arrivait malheur à son maître, à sa famille, ou simplement s'il avait fait une faute grave, son seigneur pouvait lui commander à n'importe quel moment le seppuku s'il ne s'estimait pas satisfait. Ce rite provoquait parfois des ravages dans les rangs des samouraïs.
À la fin du XVIIIe siècle, les samouraïs représentent environ 7 % de la population japonaise.

### Ère Meiji et fin des samouraïs

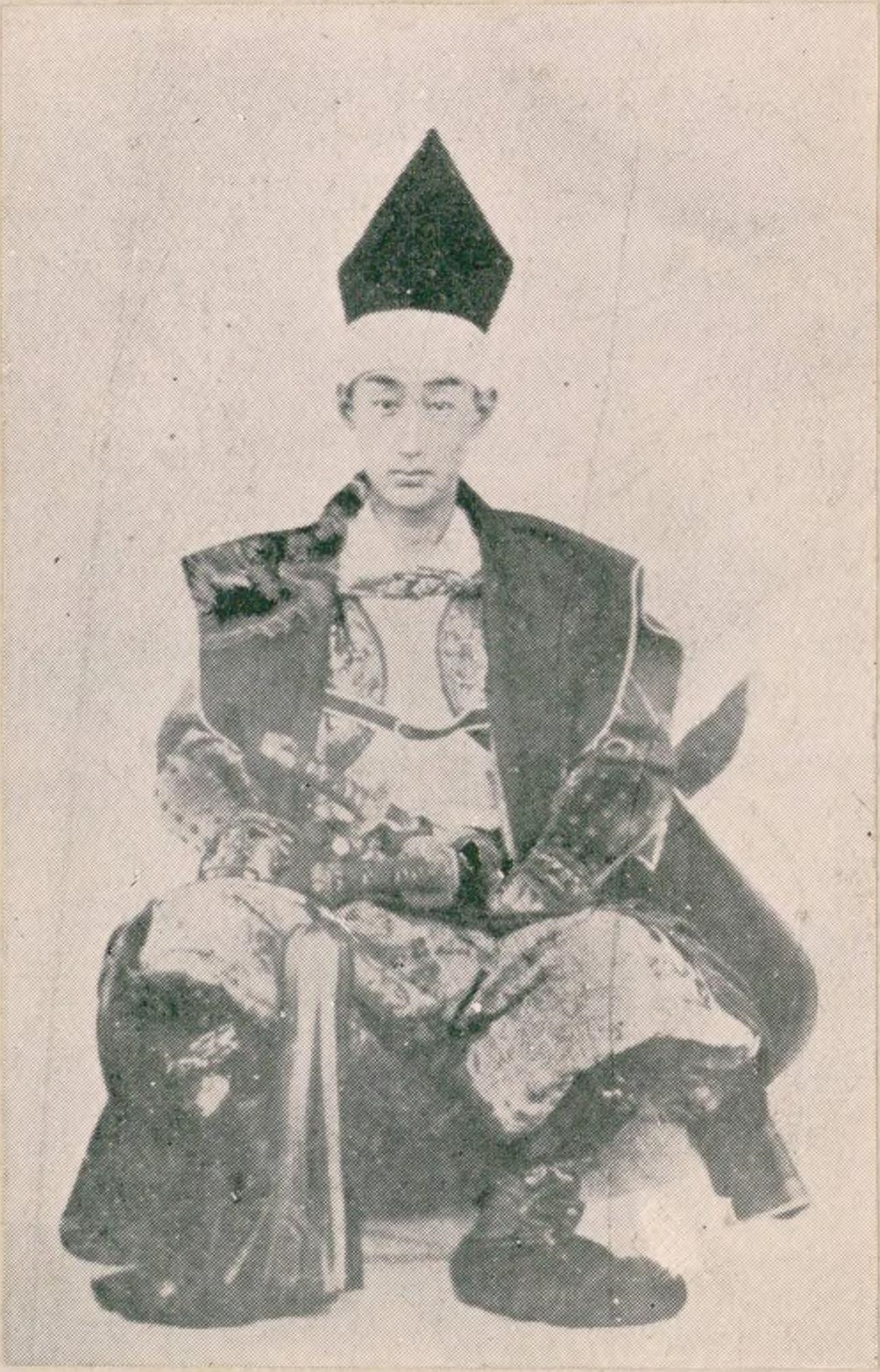
Matsudaira Katamori (1836-1893).

La période des Tokugawa amène un certain renfermement du Japon sur lui-même, peu ouvert aux pays étrangers. Cet isolement prend fin avec l'intervention du commodore Matthew Perry qui force le pays à s'ouvrir au commerce extérieur à partir de 1854. Des changements majeurs surviennent alors, avec notamment la reprise en main du pays par l'empereur.
Parmi les nouvelles technologies qui entrent au Japon se trouvent les fusils modernes avec des amorces à percussion et à chargement par la culasse. Ces fusils sont plus polyvalents et meurtriers que les mousquets à mèches dont les japonais s'en servaient depuis trois siècles. Leurs canons sont rayés, ce qui les rend plus précis à longue distance. Leurs systèmes d'amorcement sont plus fiables, même dans la pluie. Des baïonnettes peuvent être fixées sur leurs museaux pour qu'ils puissent servir comme lances. Tandis que le mousquet fut utilisé en combinaison avec l'arc et la lance, le fusil moderne devient l'arme standard du soldat. Le fusil est beaucoup plus facile à maîtriser que les armes traditionnelles des samourais, il ne suffit que de quelques semaines pour le fusil comparé à plusieurs années pour l'épée et l'arc. Cela veut dire que désormais le gouvernement peut former des soldats selon ses besoins à partir de roturiers. Le Japon n'a plus besoin d'une caste spécialisée de guerriers.
Aussitôt, les japonais comprennent qu'ils doivent abandonner la féodalité pour le capitalisme afin qu'ils puissent industrialiser et construire un armée moderne. Entre 1869 et 1871, les daimyos sont dépouillés de leurs terres et de leurs titres. La plupart d'entre eux reçoivent en échange des pensions généreuses, d'autres des positions dans l'administration Meiji. Cela rend les samourai sans maîtres, sans autorité.
Une partie des samouraïs se révoltent à la suite de changement de statut. Ils sont écrasés par l'armée impériale en 1874, puis lors de la rébellion de Satsuma en 1877. Il fut décidé de conserver l'héritage culturel des différents arts utilisés par les samouraïs au sein de la Dai Nippon Butoku Kai créée en 1895.
Une autre partie rejoint le Mouvement pour la liberté et les droits du peuple d'Itagaki Taisuke, qui contraint le gouvernement à créer une assemblée nationale. Cependant, la majorité des élus de la première Chambre des représentants en 1890 sont d'anciens roturiers (heimin), les samouraïs élus sont une minorité.

## Religions
Le bouddhisme zen a fortement influencé les samouraïs. Voir par exemple le samouraï Suzuki Shōsan, devenu moine zen à 42 ans.
En 1913, le moine Kaiten Nukariya a écrit un ouvrage sur cette influence du zen : (en) The Religion of the Samurai A Study of Zen Philosophy and Discipline in China and Japan.
Le shintoïsme a eu une certaine influence, ainsi que le confucianisme.

## Éducation du jeune samouraï

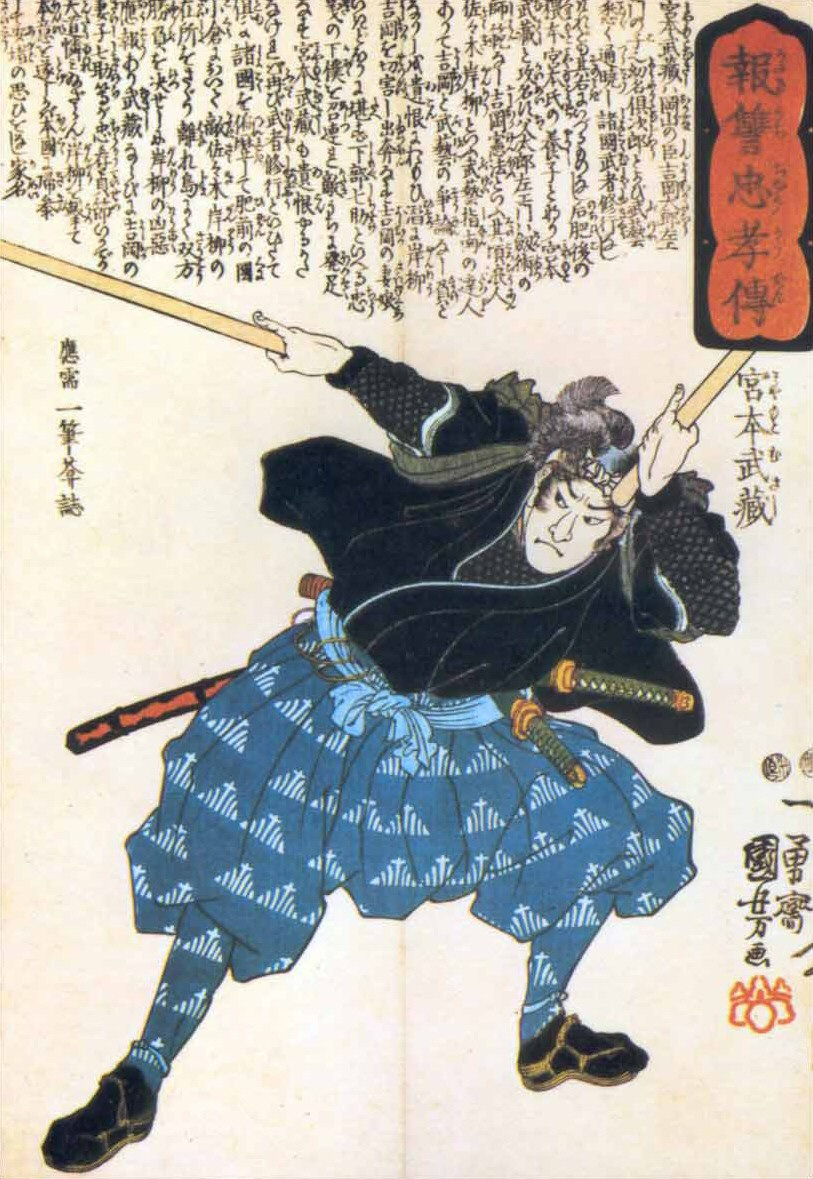
Musashi Miyamoto, un célèbre samouraï.

Dans la tradition samouraï, un fils de samouraï était soumis à une discipline très stricte. Le temps des caresses maternelles était douloureusement court. Avant même d'avoir vêtu son premier pantalon, on l'avait soustrait autant que possible aux tendres contacts et on lui avait appris à réprimer les élans affectueux de l'enfance. Tout plaisir oisif était rigoureusement mesuré et le confort lui-même proscrit, sauf en cas de maladie. Ainsi, dès le moment où il savait parler, on lui enjoignait de considérer le devoir comme le seul guide de son existence, le contrôle de soi comme la première règle de conduite, la souffrance et la mort comme des accidents sans importance du point de vue individuel.
Cette éducation austère n'allait pas sans impératifs beaucoup plus contraignants, destinés à développer une impassibilité totale dont l'enfant ne devait jamais se départir, hormis dans l'intimité de la maison. On accoutumait les garçonnets à la vue du sang en les forçant à assister à des exécutions. Ils ne devaient manifester aucune émotion. De retour chez eux, on les obligeait à manger un grand plat de riz coloré en rouge sang par l'adjonction d'un jus de prunes salées, afin de réprimer tout sentiment d'horreur secret. Des épreuves encore plus pénibles pouvaient être imposées, même aux très jeunes enfants. À titre d'exemple, on les contraignait à se rendre seuls, à minuit, sur les lieux du supplice, et à en rapporter la tête d'un des condamnés pour preuve de leur courage. En effet, la crainte des morts était jugée tout aussi méprisable de la part d'un samouraï que celle des vivants. Le jeune samouraï devait apprendre à se prémunir contre toutes les peurs. Dans toutes ces épreuves, la plus parfaite maîtrise de soi était exigée. Aucune fanfaronnade n'aurait été tolérée avec plus d'indulgence que le moindre signe de lâcheté.
En grandissant, l'enfant devait se satisfaire, en guise de distractions, de ces exercices physiques qui, très vite et pour le restant de ses jours, préparent le samouraï à la guerre : kenjutsu, jujutsu, bajutsu, kyujutsu, respectivement art du sabre, lutte, art équestre, tir à l'arc. On lui choisissait des compagnons parmi les fils des domestiques, plus âgés que lui et sélectionnés pour leur habileté dans l'exercice des arts martiaux. Ses repas, bien qu'abondants, n'étaient pas très raffinés, ses tenues légères et rudimentaires, sauf à l'occasion des grandes cérémonies. Lorsqu'il étudiait, en hiver, s'il arrivait qu'il eût si froid aux mains qu'il ne puisse plus se servir de son pinceau, on lui ordonnait de plonger dans l'eau glacée pour rétablir la circulation. Si le gel engourdissait les pieds, on l'obligeait à courir dans la neige. Plus rigoureux était encore l'entraînement militaire proprement dit : l'enfant apprenait de bonne heure que la petite épée à sa ceinture n'était ni un ornement, ni un jouet.
Pour l'éducation religieuse du jeune samouraï, on lui apprenait à vénérer les dieux anciens et les esprits de ses ancêtres. On l'initiait à la foi et à la philosophie bouddhiques et on lui enseignait l'éthique chinoise. Ceci est à nuancer, du fait que tel clan ou telle famille ou encore telle koryu (école d'arts martiaux) tendaient à une vision shintoïste, bouddhique ou confucianiste. Ainsi la Tenshin shōden katori shintō-ryū incline vers le shintoïsme tandis que la Hyoho niten ichi ryu ouvre son texte majeur sur une invocation à une déité bouddhiste en poursuivant que s'il faut vénérer les dieux, il ne faut pas pour autant attendre d'eux la victoire.
Peu à peu, à mesure qu'il passait de l'enfance à l'adolescence, la surveillance à laquelle il était soumis allait s'amenuisant. On le laissait de plus en plus libre d'agir selon son propre jugement, avec la certitude qu'on ne lui pardonnerait pas la moindre erreur, qu'il se repentirait toute sa vie d'une offense grave et qu'un reproche mérité était plus à redouter que la mort même.
Le samouraï apprenait son métier au sein d'écoles anciennes dispensant une formation aux armes, à la stratégie, au renseignement et aux divers aspects de l'art de la guerre. Ces koryu, écoles anciennes, ont été le cadre qui a façonné l'excellence technique et morale du samouraï.

## La voie du samouraï
Le bushido (voie du guerrier) est un ensemble de principes (rendus homogènes au début de l'ère Edo, car généralisés aux dépens des nombreux autres codes de conduite préexistants), que devait respecter le samouraï.
D'autres codes de conduite l'ont donc précédé pendant des siècles.
Un ouvrage populaire, vu comme un guide du samouraï est le Hagakure.
Il s’agit d’une compilation des pensées et enseignements de Jōchō Yamamoto, ancien samouraï vassal de Nabeshima Mitsushige.

## Différents types de samouraïs
Un samouraï n'ayant pas de rattachement à un clan ou à un daimyō (seigneur féodal) était nommé rōnin.
Un samouraï qui était un vassal direct du shogun était appelé hatamoto.
Cependant, tous les soldats n'étaient pas samouraïs, ceux-ci constituant une élite équivalant en quelque sorte aux chevaliers européens ; l'armée, à partir de la période Kamakura, reposait sur de larges troupes de fantassins de base nommés ashigaru et recrutés principalement parmi les paysans.

## Armes

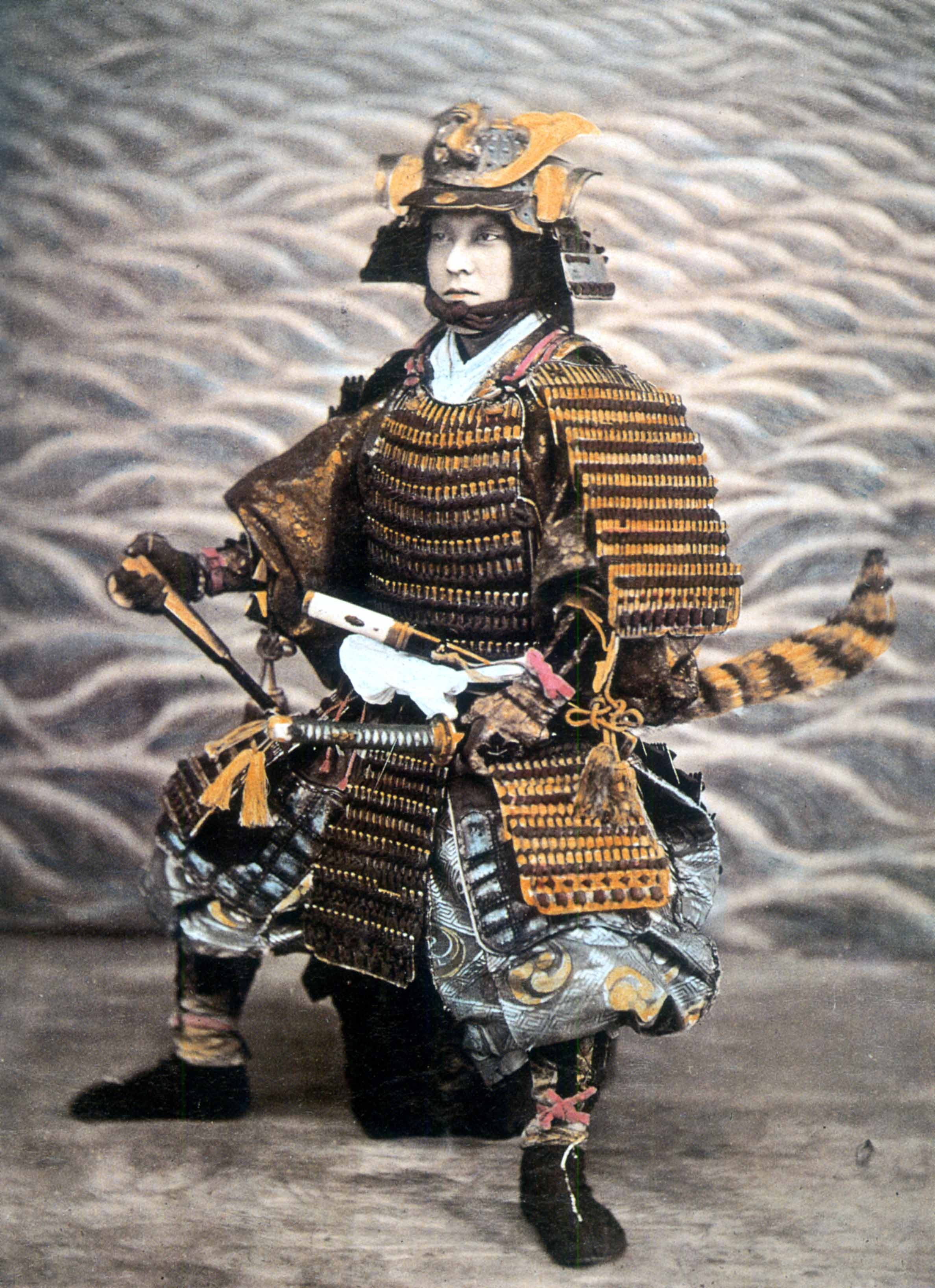
Samouraï en armure (1880).

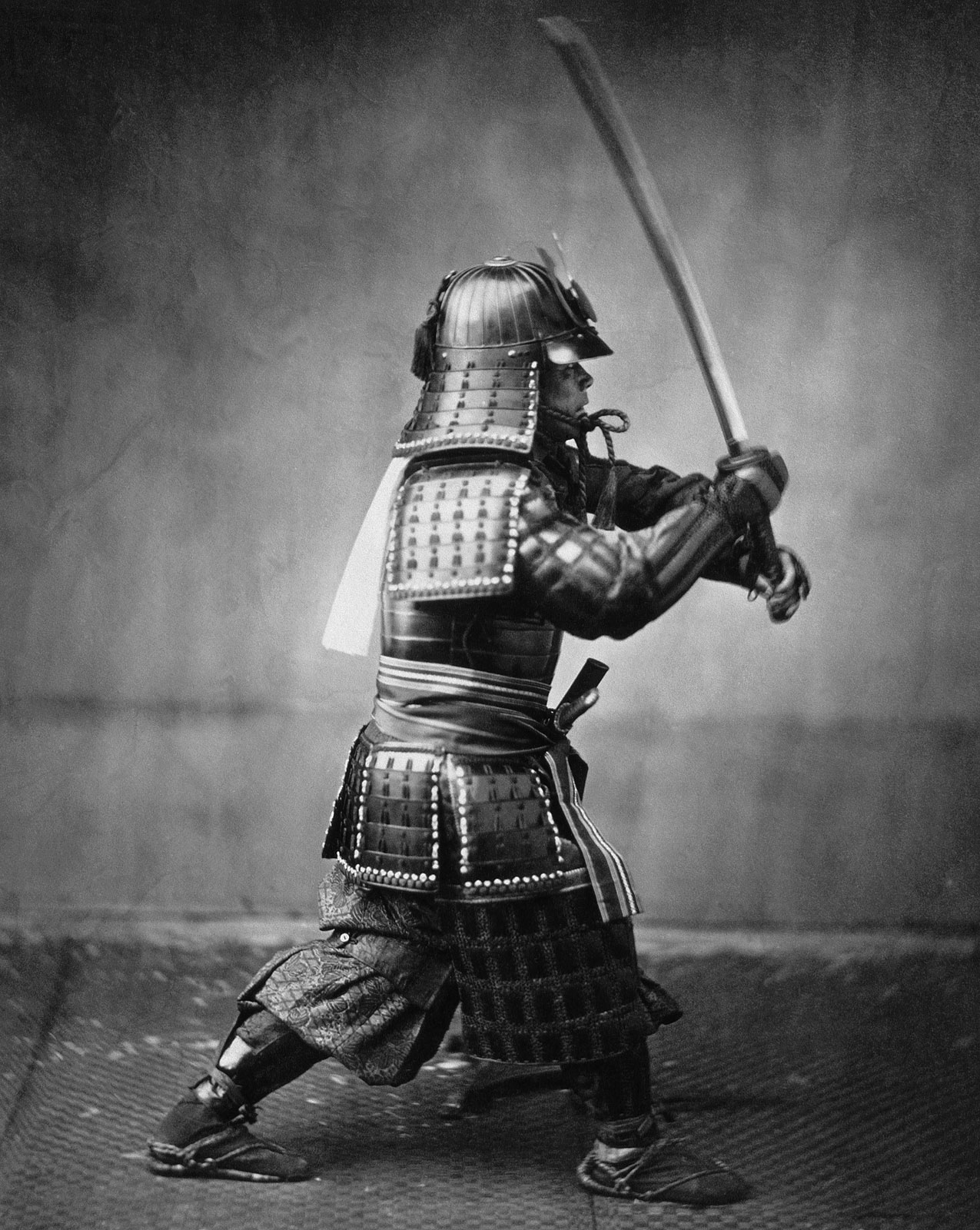
Un homme en armure de samouraï avec son sabre (katana), vers 1860.

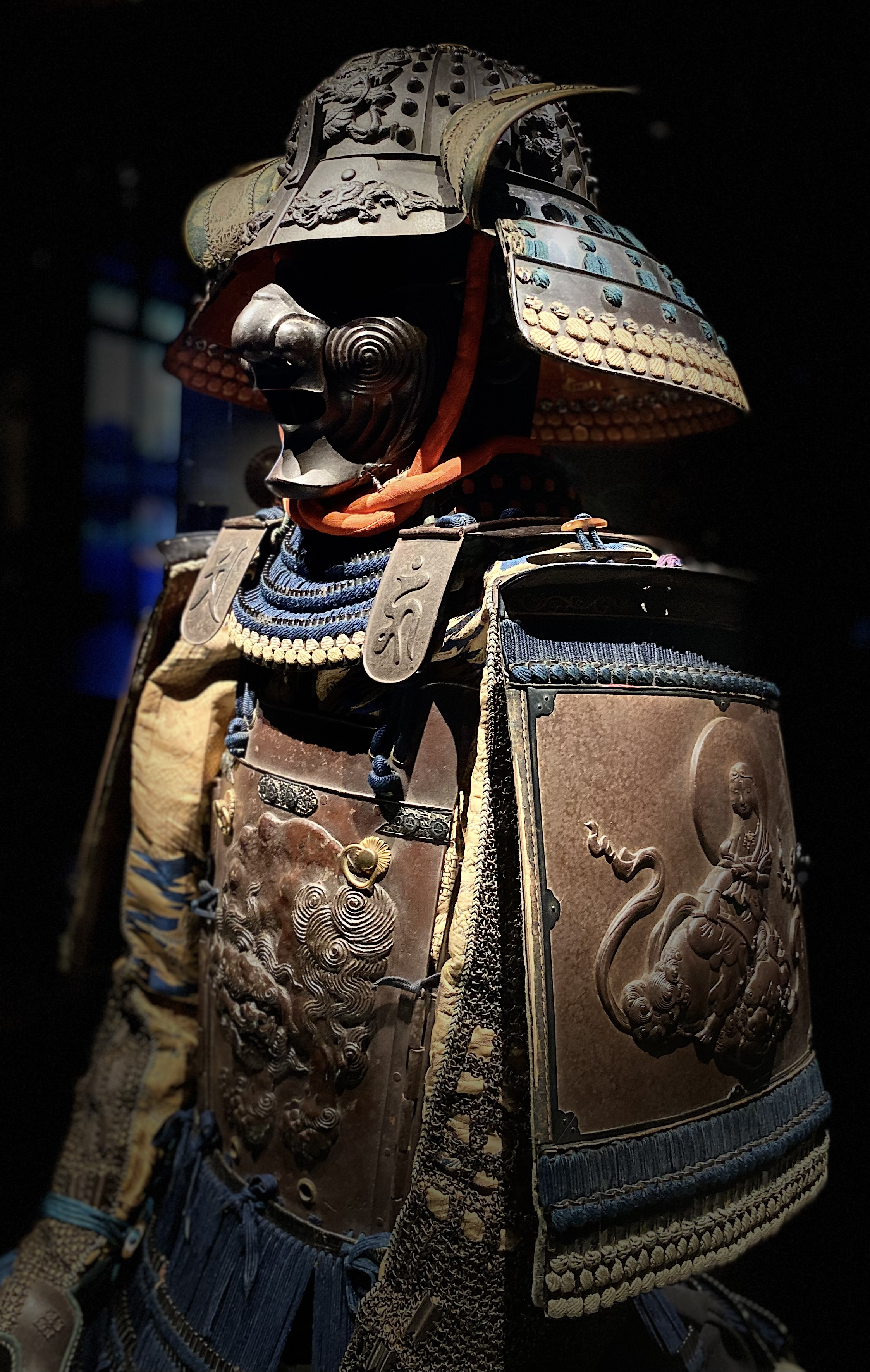
Armure de samouraï complète, Époque d'Edo..

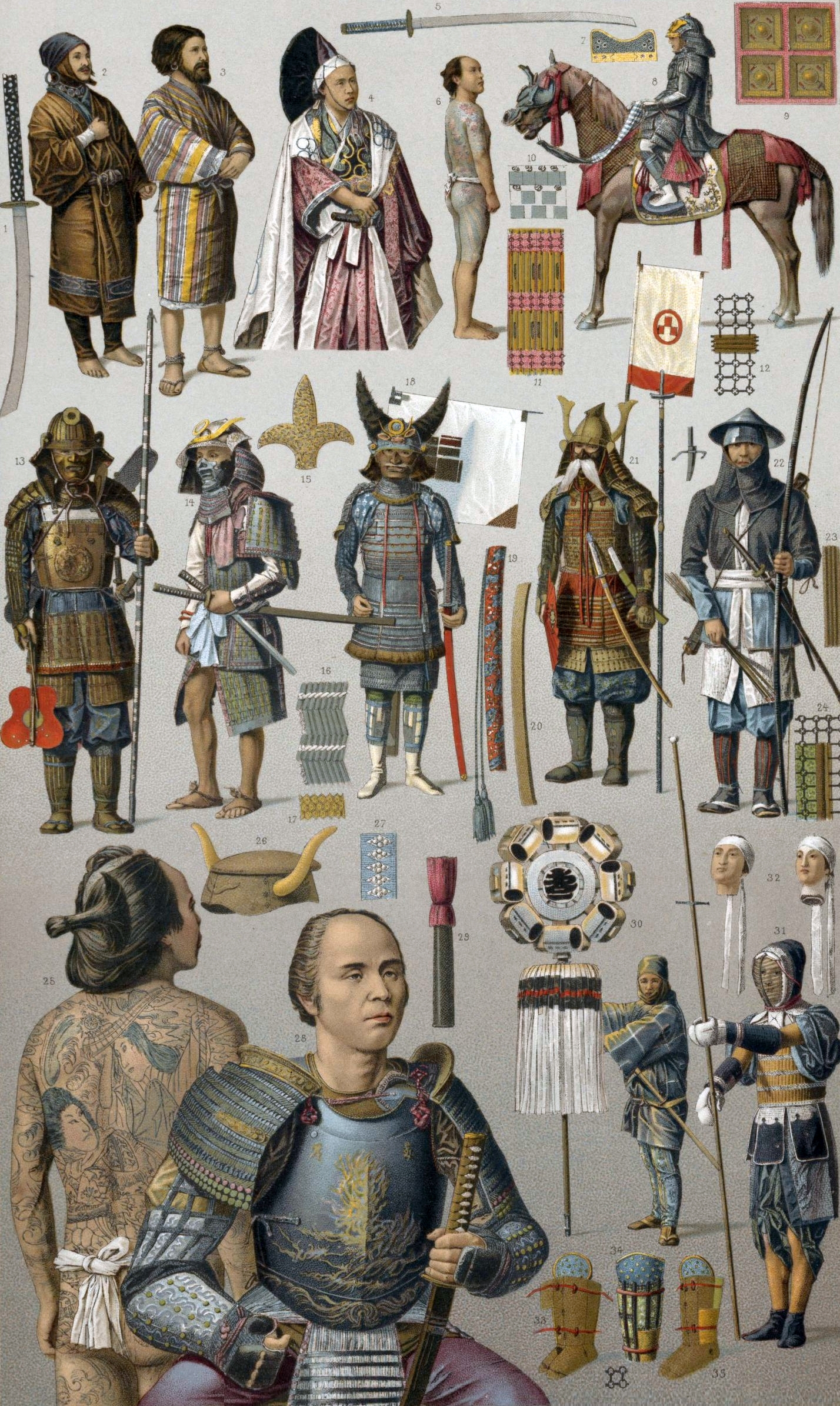
Guerriers samouraïs avec différents types d'armures et d'armes, dans les années 1880.

Le samouraï utilisait environ 40 armes avec une mention spéciale pour le katana, grand sabre, qu'il était le seul à pouvoir porter. Il étudiait les kobudo, les arts martiaux japonais d'avant 1868, au sein des koryu. Il attribuait une grande importance au katana, suivant ainsi le bushido pour lequel le katana est l'âme du samouraï.
Quand un enfant destiné à devenir Samouraï avait atteint l'âge de 15 ans, il pouvait obtenir un wakizashi (petit sabre) et un nom d'adulte lors d'une cérémonie appelée genpuku (元服).
Lors de cette cérémonie, il devenait samouraï et il obtenait aussi le droit à porter un katana.
Une cordelette (souvent fabriquée à partir d'une mèche de cheveux) était souvent nouée à travers un trou dans le tsuba (habituellement prévu pour faire passer le kogatana, stylet rangé dans un compartiment du fourreau), une sorte de sécurité pour katana, permettant de manifester des intentions pacifiques, puisqu'il devenait dès lors impossible de le dégainer sans dénouer d'abord cette sécurité.
Un katana et un wakizashi réunis sont appelés un daisho (littéralement : « grand » et « petit »).
Le wakizashi était « la lame d'honneur » d'un samouraï et il ne quittait jamais son côté. Le samouraï dormait avec l'arme à portée de main et l'emmenait avec lui quand il entrait dans une maison et devait laisser ses armes principales dehors.
Le tanto était un petit poignard, et il était porté quelquefois à la place du wakizashi dans un daisho. Il était utilisé quand un samouraï devait faire seppuku ou hara-kiri (suicide). Cependant, placé dans le keikogi (« vêtement d'entraînement »), le tanto se révélait être une arme de poing très utilisée pour les assassinats ou les combats rapprochés.
L'arme favorite du samouraï était le yumi (« arc »). Le yumi resta inchangé jusqu'à l'apparition de la poudre à canon et des fusils au XVIe siècle. L'arc composite de style japonais avait une puissance pouvant aller jusqu'à 30 kg (environ 60lbs), même si communément sa puissance avoisinait les 20 kg. Sa taille permettait de lancer divers projectiles comme des flèches enflammées[réf. nécessaire] et des flèches-signaux d'une portée efficace de 50 m, et plus de 100 m quand la précision n'était pas importante. Il était ordinairement utilisé à pied derrière un tedate (手盾), un grand mur de bambou mobile, mais il pouvait même être utilisé à dos de cheval. La coutume de tirer à dos de cheval, yabusame (流鏑馬), est devenue une cérémonie shintoiste.
Le nodachi est un sabre d'aspect similaire au katana, mais plus long, il mesure généralement environ 150 cm ; il était réservé aux samouraïs les plus forts.
On peut voir Kikuchiyo, personnage venant du monde paysan, en manipuler un dans le film Les Sept Samouraïs. Ce type d'arme est adapté à la lutte contre les unités de cavalerie, et surtout contre les fantassins en armures légères.
Elle ne fut toutefois jamais vraiment populaire en raison de la difficulté de son maniement (requérant davantage de force et de dextérité qu'un katana de taille moyenne), et du fait que le naginata remplissait déjà très bien ce rôle.
Certains samouraïs les utilisaient toutefois, certains par fanfaronnade à l'instar de nombreux kabuki-mono, et moins souvent en raison de compétences réelles dans son maniement.
À signaler, le célèbre Sasaki Kojirô et sa Monohoshizao, ainsi que Makara Jurōzaemon Naotaka, et son fameux nodachi, Tarōtachi, mesurant 220 cm pour 4,5 kg (éléments de poignée et autres accessoires exclus).
Au XVe siècle, le yari (lance) est également devenu une arme populaire, il a remplacé le naginata sur le champ de bataille lorsque la bravoure personnelle est devenue moins importante, et les batailles plus organisées.
Le yari était plus simple à manier et plus mortel qu'un katana. Une charge, à cheval ou à terre, était plus efficace quand une lance était utilisée, et offrait plus de 50 % de chances de vaincre un samouraï armé d'un tachi, forme primitive de katana adaptée au combat monté, parfois appelé par erreur daïkatana dans la culture occidentale.
Dans la bataille de Shizugatake, où Shibata Katsuie fut vaincu par Toyotomi Hideyoshi (ou Hashiba Hideyoshi), les « sept lances » de Shizugatake (賤ヶ岳七本槍) ont joué un rôle crucial pour la victoire.
Jusqu'au XVIIIe siècle, le tranchant des lames de katana était testé sur des condamnés vivants par des bourreaux payés par les samouraïs.
Les armes blanches utilisées par les samouraïs ont énormément gagné en qualité au fil des siècles, jusqu'à arriver à une qualité inégalée : les lames forgées selon la tradition japonaise sont encore aujourd'hui les meilleures que l'homme ait faites sur le plan des qualités physiques, grâce aux techniques complexes de forge et de trempe développées dans le temps par les forgerons d'armes japonais, ainsi que le tamahagane, acier spécial obtenu à base de sable ferrugineux nécessitant un gros travail pour en tirer un métal de qualité par des artisans spécialisés respectueux de rituels et techniques précises, le choix du résultat parmi les morceaux de tamahagane au sortir du fourneau avant forgeage déterminera le potentiel de l'arme à naître, qui sera ensuite travaillée par plusieurs artisans spécialisés lors de nombreuses étapes incontournables pour obtenir l'excellence du savoir-faire artisanal de ces experts vouant leur vie à leur art, de la transformation du sable ferrugineux au forgeage, au ponçage, la trempe, le ponçage final, l'affûtage final... un long processus pour obtenir une arme bien plus complexe en apparence avec une histoire quant au développement des plus longues et passionnantes, de la multiplicité des modèles anciens à quelques modèles modernes de collection.[réf. nécessaire][source insuffisante].

## Accessoires

### Armure

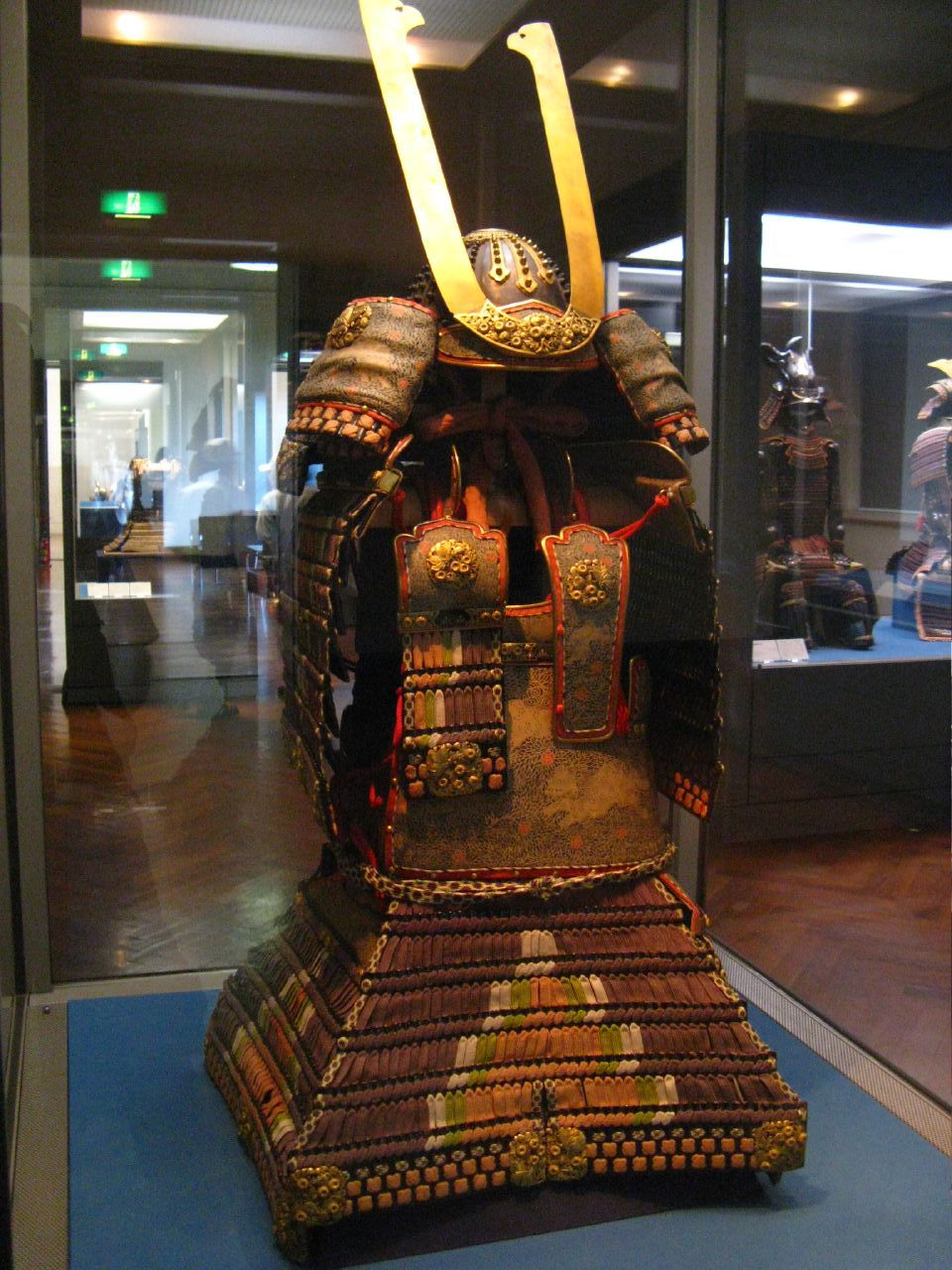
Armure ō-yoroi.
Musée national de Tokyo.

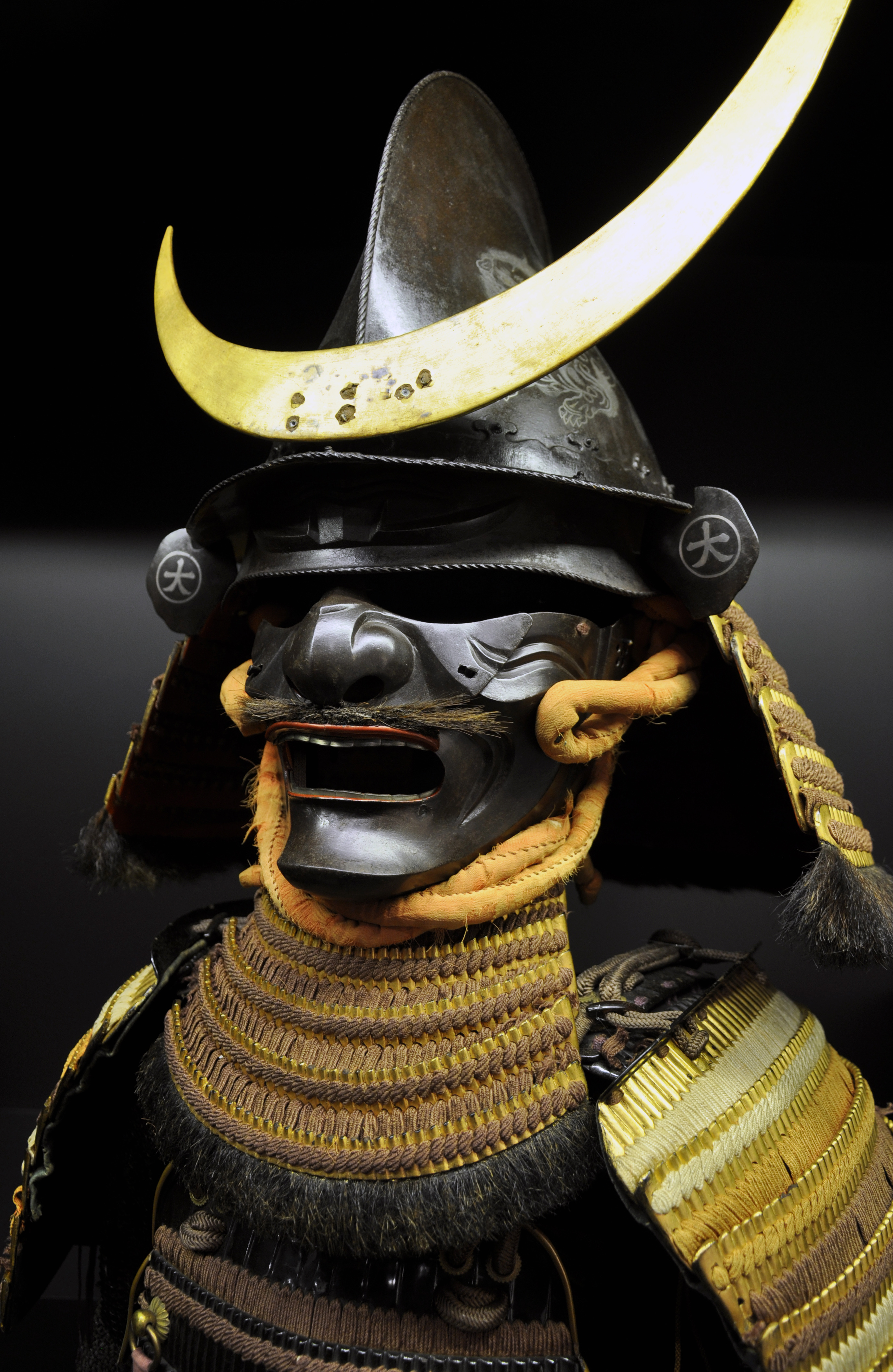
Heaume du samouraï et demi-masque (menpo) de l'époque Sengoku.

C'est un équipement protecteur passif qui couvre le samouraï partiellement ou totalement de la tête aux pieds selon l'époque et le modèle.
L'armure est constituée de plusieurs parties et conçue de manière à ne pas gêner la mobilité du combattant, et à lui conserver des capacités telles que de monter à cheval, utiliser un arc et les autres armes habituelles.
Selon l'époque, les armures ont eu des conceptions différentes, en lien avec les armes utilisées le plus fréquemment. On distingue les armures résistant aux armes blanches avant l'apparition des armes à feu, et, après, celles adaptées aux armes à feu.

### Bâton de commandement
Durant les guerres féodales, plusieurs dizaines de milliers de samouraïs pouvaient être impliqués dans les combats. Il était donc important de trouver un moyen de transmettre les ordres de déplacement. À cette fin, on utilisait un bâton de commandement (saihai) qui pouvait être aperçu de loin. Il était orné à une extrémité d'un faisceau de poils de yak, de lamelles de papier laqué, de lanières de cuir ou de bandelettes de tissu. Le bâton était fixé à l'armure à l'aide d'une corde. Son utilisation remonte aux années 1570.

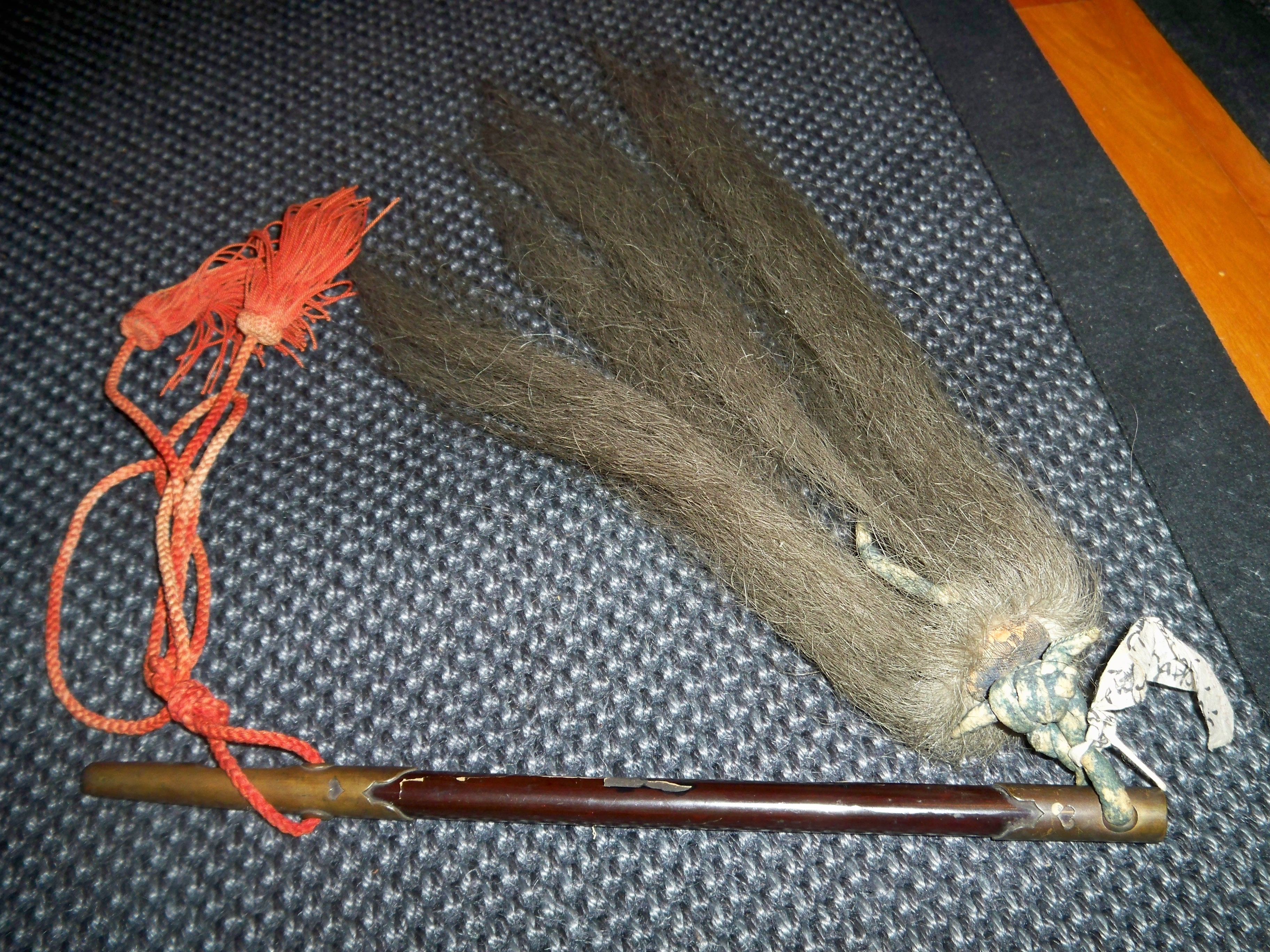
Bâton saihai de la période Edo avec des poils de yak.
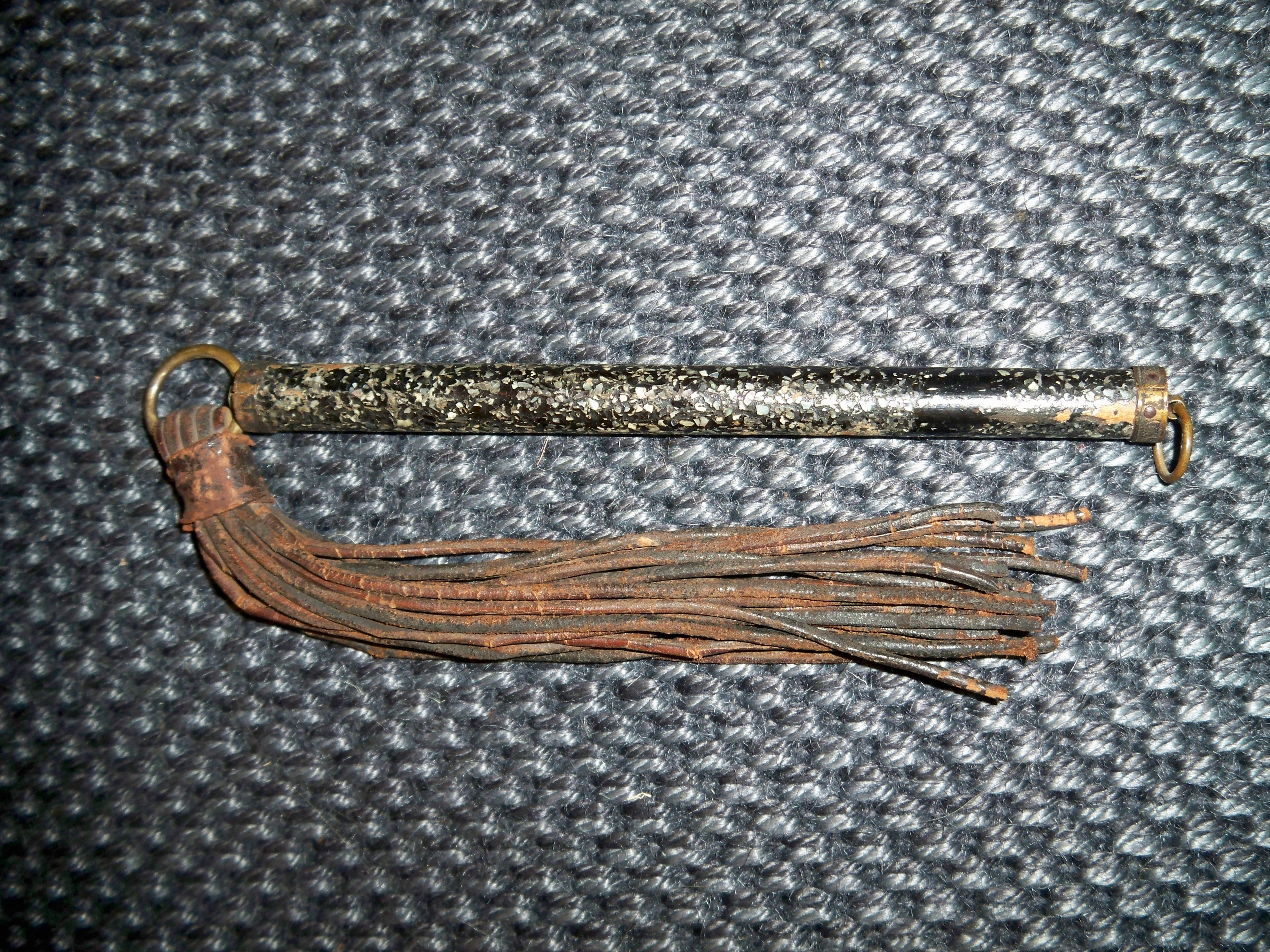
Bâton saihai avec des lanières de cuir.

## Quelques samouraïs célèbres
| Nom                    | Fief                               | né en     | mort en |
| ---------------------- | ---------------------------------- | --------- | ------- |
| Minamoto no Yoshitsune | Yamashiro (un ancien nom de Kyoto) | 1159      | 1189    |
| Kenshin Uesugi         | Echigo (un ancien nom de Nigata)   | 1528      | 1578    |
| Shingen Takeda         | Kai (un ancien nom de Yamanashi)   | 1522      | 1573    |
| Igawa Mitsunobu        | Province de Noto                   | vers 1530 | ?       |
| Hideyoshi Toyotomi     | Owari (un ancien nom d'Aichi)      | 1536      | 1598    |
| Torii Mototada         |                                    | 1539      | 1600    |
| Yukimura Sanada        | Shinano (un ancien nom de Nagano)  | 1567      | 1615    |
| Sune'emon Torii        | Mikawa (près de Nagoya)            | 1540      | 1575    |
| Musashi Miyamoto       | Aucun (rōnin)                      | 1584      | 1645    |
| Shirō Amakusa          | Shimabara                          | 1621      | 1638    |
| Shigetsuke Taira       |                                    | 1639      | 1730    |
| Tsunetomo Yamamoto     |                                    | 1659      | 1719    |
| Heihachirō Ōshio       |                                    | 1793      | 1837    |
| Takamori Saigō         | Satsuma (ancien nom de Kagoshima)  | 1827      | 1877    |
| Isami Kondô            | Musashi                            | 1834      | 1868    |
| Tomoe Gozen            |                                    | 1157      | 1247    |

On peut également noter :

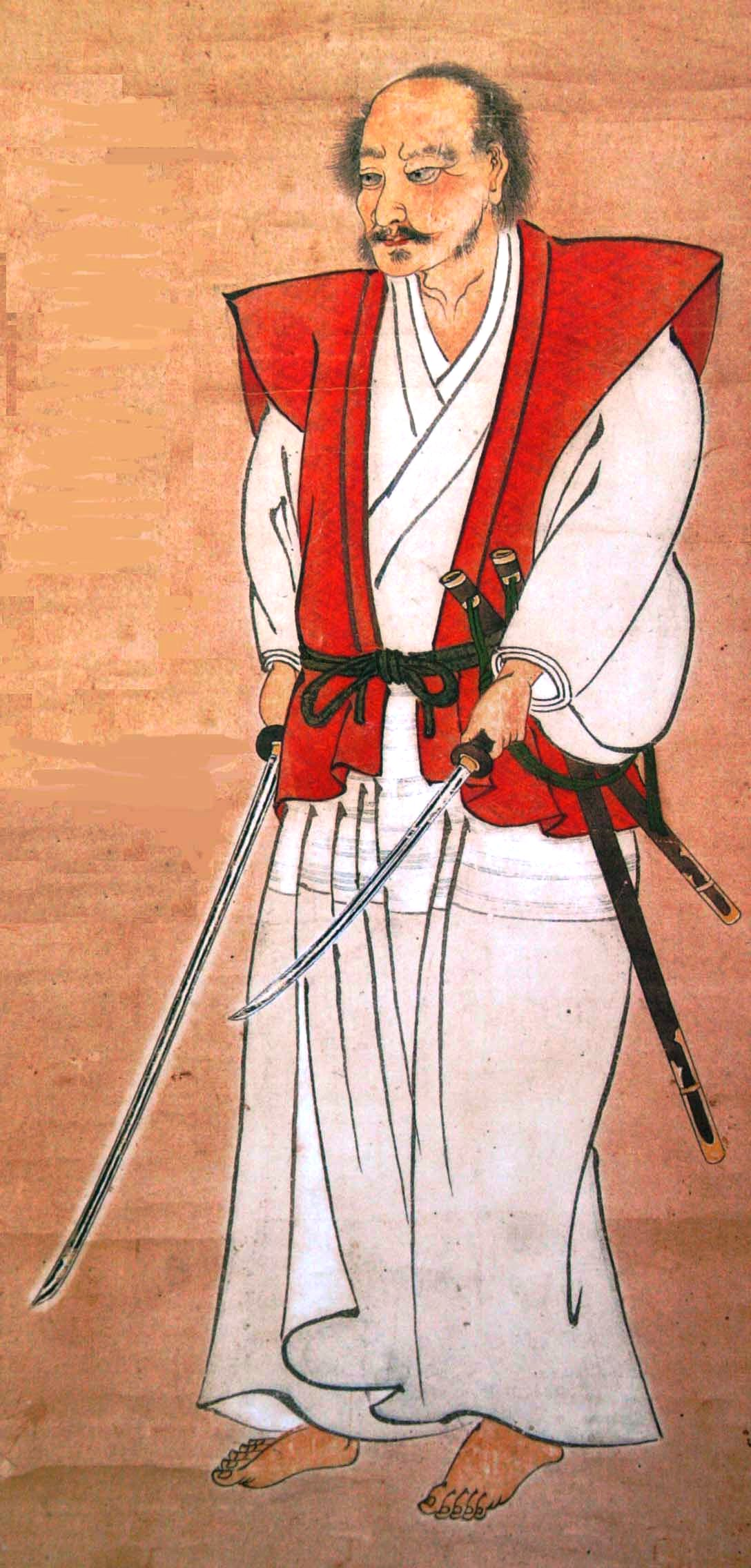
Autoportrait de Miyamoto Musashi, rōnin, écrivain et artiste, vers 1640.

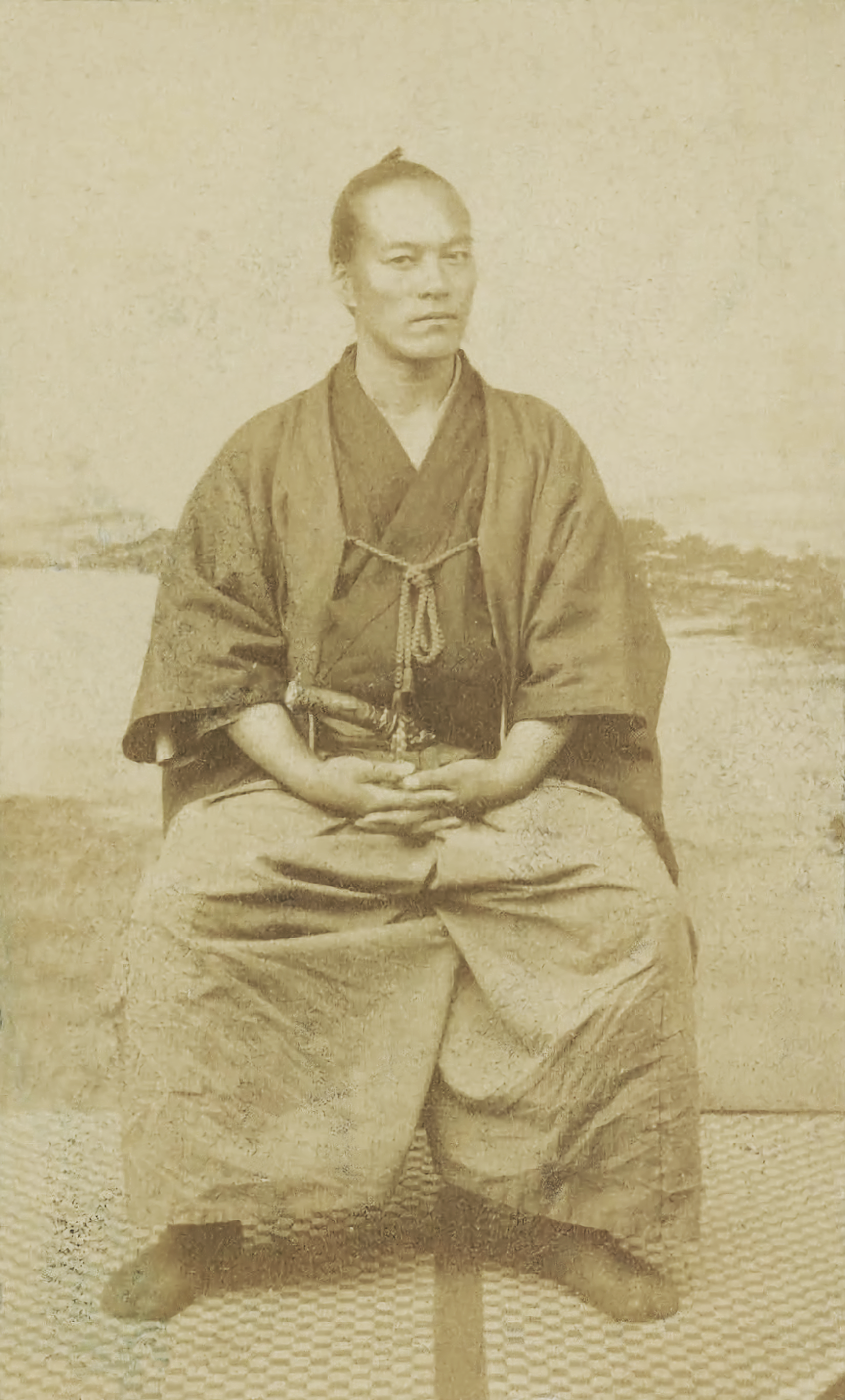
Yamaoka Tesshū était un célèbre samouraï lors de la période du Bakumatsu.

- les 24 généraux de Shingen Takeda et d'autres groupes de samouraïs ;
- des étrangers au Japon ayant pu devenir samouraïs :
  - William Adams ;
  - Yasuke[17] ;
  - Jules Brunet

## Dans la culture populaire

### Poésie
- « Le Samouraï », poème issu du recueil Les Trophées de José-Maria de Heredia.

### Romans
- Eiji Yoshikawa, La Pierre et le Sabre (1935), La Parfaite Lumière (1935).
- Endo Shusaku : L'Extraordinaire voyage du samouraï Hasekara, Buchet-Chastel (1987).
- James Clavell, Shogun (1975).
- Thomas Day, La Voie du sabre (livre-jeu, 1987).
- Lian Hearn, Le Clan des Otori (2002-2008).
- Armand Cabasson, Par l'épée et le sabre, Éditions Thierry Magnier (2007).
- Romain d'Huissier, Seppuku, coll. « Trash » no 14, Trash éd. (2015).

### Cinéma
- Rashomon d'Akira Kurosawa (1950).
- Les Sept Samouraïs d'Akira Kurosawa (1954).
- Samurai d'Hiroshi Inagaki (1954).
- Le Château de l'araignée d'Akira Kurosawa (1957).
- La Forteresse cachée d'Akira Kurosawa (1958).
- Le Garde du corps d'Akira Kurosawa (1961).
- Sanjuro d'Akira Kurosawa (1962).
- Hara-kiri de Masaki Kobayashi (1962).
- La Légende de Zatoïchi. Le masseur aveugle de Kenji Misumi (1962).
- Les 13 Tueurs de Eiichi Kudō (1963).
- Les Trois Samouraïs hors-la-loi de Hideo Gosha (1964).
- Dai-bosatsu tōge de Kihachi Okamoto (1966).
- Le Samouraï de Jean-Pierre Melville (1967).
- Rébellion de Masaki Kobayashi (1967).
- Goyokin, l'or du shogun de Hideo Gosha (1969).
- Puni par le ciel de Hideo Gosha (1969).
- Kozure Ōkami (série de films).
- Soleil rouge de Terence Young (1971).
- Le Samouraï et le Shogun de Kinji Fukasaku (1978).
- Shogun ((mini-série, 1980).
- Kagemusha, l'ombre du guerrier d'Akira Kurosawa (1980).
- Ran d'Akira Kurosawa (1985).
- Ninja Scroll de Yoshiaki Kawajiri (1993).
- Princesse Mononoké de Hayao Miyazaki (1997).
- Blade de Stephen Norrington (1998). Utilisation d'un katana et des valeurs zen du combattant.
- Ghost Dog : La Voie du samouraï  de Jim Jarmusch (1999).
- Après la pluie de Takashi Koizumi (1999).
- Tabou de Nagisa Ōshima (1999).
- Le Dernier Samouraï d'Edward Zwick (2003).
- Zatoichi de Takeshi Kitano (2003).
- Le Samouraï du crépuscule de Yoji Yamada (2002).
- Sword of the Stranger de Masahiro Andō (2007).
- Samurai Sentai Shinkenger, Ginmakuban : Tenka Wakeme no Tatakai (2009).
- Hara-Kiri : Mort d'un samouraï de Takashi Miike (2011).
- 47 Ronin de Carl Rinsch (2013).

### Documentaire
- Age of Samurai: Battle for Japan (2021, Netflix)[18].

### Bande dessinée et manga
- Stan Sakai, Usagi Yojimbo (depuis 1984).
- Patrick Cothias, Adamov, Le Vent des dieux (1985-2004).
- Bosse, Michetz, Kogaratsu (1988-1999).
- Hiroaki Samura, L'Habitant de l'infini (1993-2002).
- Nobuhiro Watsuki, Kenshin le vagabond (1994-1999).
- Eiichirō Oda, One Piece (depuis 1997).
- Takehiko Inoue, Vagabond, Tonkam (1999).
- Takashi Okazaki, Afro Samurai (1999-2000).
- Akimine Kamijyō, Samurai Deeper Kyo (1999-2008).
- Masashi Kishimoto, Naruto (1999-2014).
- Hideki Mori, Tengu (2001-2002).
- Tite Kubo, Bleach (2001-2016).
- Hideaki Sorachi, Gintama (2003-2019).
- Shinichiro Watanabe, Samurai Champloo (2004).
- Ron Marz, Luke Ross, Jason Keith, L'Âme du samouraï (2004-2007).
- Hub, Okko (depuis 2005).
- Yōsuke Nakamaru, Gamaran (2009-2013).
- Ryōta Yamaguchi, Kochoki (2019).

### Jeux de société
- Cry havoc: Samuraï blades (VO) / Samouraï (VF) : wargame (1984).

### Jeux de rôle
- Le Livre des Cinq Anneaux (1996), jeu de rôle de genre médiéval fantaisiste se déroulant à Rokugan, un empire fantasmé du Japon et de la chine.
- Bushido (1981), jeu de rôle de genre médiéval fantaisiste.
- Tenga (2011), jeu de rôle de genre strictement historique au Japon vers 1585, pendant l'époque Azuchi Momoyama.

### Jeux vidéo
- Shogun: Total War (2000), genre : stratégie militaire/temps réel.
- Total War: Shogun 2 (2000), genre : stratégie militaire/temps réel.
- Sengoku Jidai: Shadow of the Shogun (2016), genre : stratégie militaire/wargame au tour par tour.
- Ghost of Tsushima (2020).
- Trek to Yomi (2022)

#### Littérature
- Richard Béliveau, Samouraïs, Les Éditions Libre Expression, 2012  (ISBN 978-2-7648-0783-5)
- Pascal Fauliot, Contes des sages samouraïs, Seuil, 2011.* Cyril Flautat, William Adams, le samouraï des mers, Éditions du Jasmin, 2013  (ISBN 978-2-35284-115-9)
- Dale Furutani, La Promesse du samourai.
- Dale Furutani, Vengeance au pays de jade.
- Dale Furutani, Menace sur le shogun.
- Inazo Nitobe, Bushido, l'âme du Japon  (ISBN 978-2-84617-011-6)
- David Kirk, Le Samouraï, Éditions Albin Michel, 2014.
- Julien Peltier, Samouraïs. 10 destins incroyables, Economica, 2016.
- Nicolas Poy-Tardieu, Le Syndrome du samouraï, Éditions de l’éveil, 2011  (ISBN 978-2-91279-549-6) [présentation en ligne].
- Shigetsuke Taira, Budō shōshin shū. Le code du jeune samouraï  (ISBN 978-2-84617-102-1)
- Yamamoto Tsunetomo, Hagakure ou Le Livre du samouraï, une série de textes écrits par un samouraï du XVIIIe siècle.
- Yoshikawa Eiji, Musashi.
- Yoshikawa Eiji, La Pierre et le Sabre.

#### Essais et ouvrages historiques
- Robert Calvet , Une histoire des samouraïs, Larousse, 2009  (ISBN 978-2-03-583984-8) ; rééd. 2012  (ISBN 978-2-03-587638-6) et Au temps des samouraïs, 2015  (ISBN 978-2-215-15535-5) avec un DVD.
- Jean-Christophe Carbonnier, Daimyo. Seigneurs de la guerre au Japon, Musée national des arts asiatiques-Guimet, ToriiLinks, 2018, 253 p.  (ISBN 978-2952000697).
- Hélène Capodano Cordonnier, Aurélie Samuel, Samouraï. De la guerre à la voie des arts, Snoeck éd., 2017  (ISBN 978-9461613660)
- Thomas D. Conlan, Samouraï : techniques de bataille et armement du XIIIe au XIXe siècle, ETAI-Du May, 2008, 221 p.  (ISBN 9782841021338).
- Lafcadio Hearn, Kokoro, Minerve, 1989. [présentation en ligne].
- Misuo Kure, Samouraïs, Philippe Picquier, 2004, 191 p.  (ISBN 9782877306621).
- Dominique Martel, Shogun. Le pouvoir de la guerre, Pardès, 1991, 281 p.  (ISBN 2-86714-107-9).
- Yukio Mishima, Le Japon moderne et l'éthique samouraï (1967). Cet ouvrage théorique comporte en annexe des extraits du Hagakure.
- Inazo Nitobe, Bushidō, l'âme du Japon, Budo éditions, 1899. Format Kindle, 2016, 151 p. (ASIN B01IWB5E4K)
- C. Parvulesco, Samouraï et kamikaze, la tradition guerrière au Japon, ETAI, 2009.
- Julien Peltier, Le Crépuscule des samouraïs. L'âge d'or des guerriers japonais au tournant du XVIIe siècle, Economica, 2010.
- Julien Peltier, Une autre histoire des samouraïs, Perrin, 2023.
- Steve Serafino, « Les derniers samouraïs : une histoire de la modernisation de l'armée japonaise », dans La Revue d'Histoire Militaire, Les Lilas, La Revue d'Histoire Militaire, 2018 (lire en ligne).
- Pierre François Souyri, Samouraïs. Du dit des heiké à l'invention du bushidô, Paris, Les éditions arkhê, coll. « Homo Historicus », 2017, 128 p. (ISBN 978-2-918682-29-5).
- Pierre François Souyri, Les Guerriers dans la rizière. La grande épopée des samouraïs, Flammarion, 2017, 383 p.  (ISBN 978-2-0813-9250-2).
- Pierre-François Souyri, Samouraï : 1 000 ans d'histoire du Japon, Rennes, Presses Universitaires de Rennes, 2014, 263 p. [présentation en ligne].
- Clive Sinclare, Samouraï. Les armes et l'esprit du guerrier japonais, ETAI - Du May, 2005, 143 p.  (ISBN 9782726894316).
- Stephen Turnbull, Les Samouraïs, Gremese, 2019, 208 p.  (ISBN 978-2-36677-219-7).

### Ressource radiophonique
- Jean-Noël Jeanneney, « Ninjas et samouraïs : l'ombre et l'éclat » [audio], émission Concordance des temps (59 min), France Culture, 30 novembre 2024. Entretien avec l’historien Pierre François Souyri, spécialiste de l'histoire du Japon.

### Expositions
- Samouraï, de la guerre à la voie des arts : Nice, Musée des Arts asiatiques, 2017-2018 (présentation en ligne : ) (Catalogue, Hélène Capodano Cordonnier et Aurélie Samuel dir.  (ISBN 978-94-6161-366-0))
- Samourai, armures de guerriers : Musée du quai Branly, 2012